# Toyota Hiace

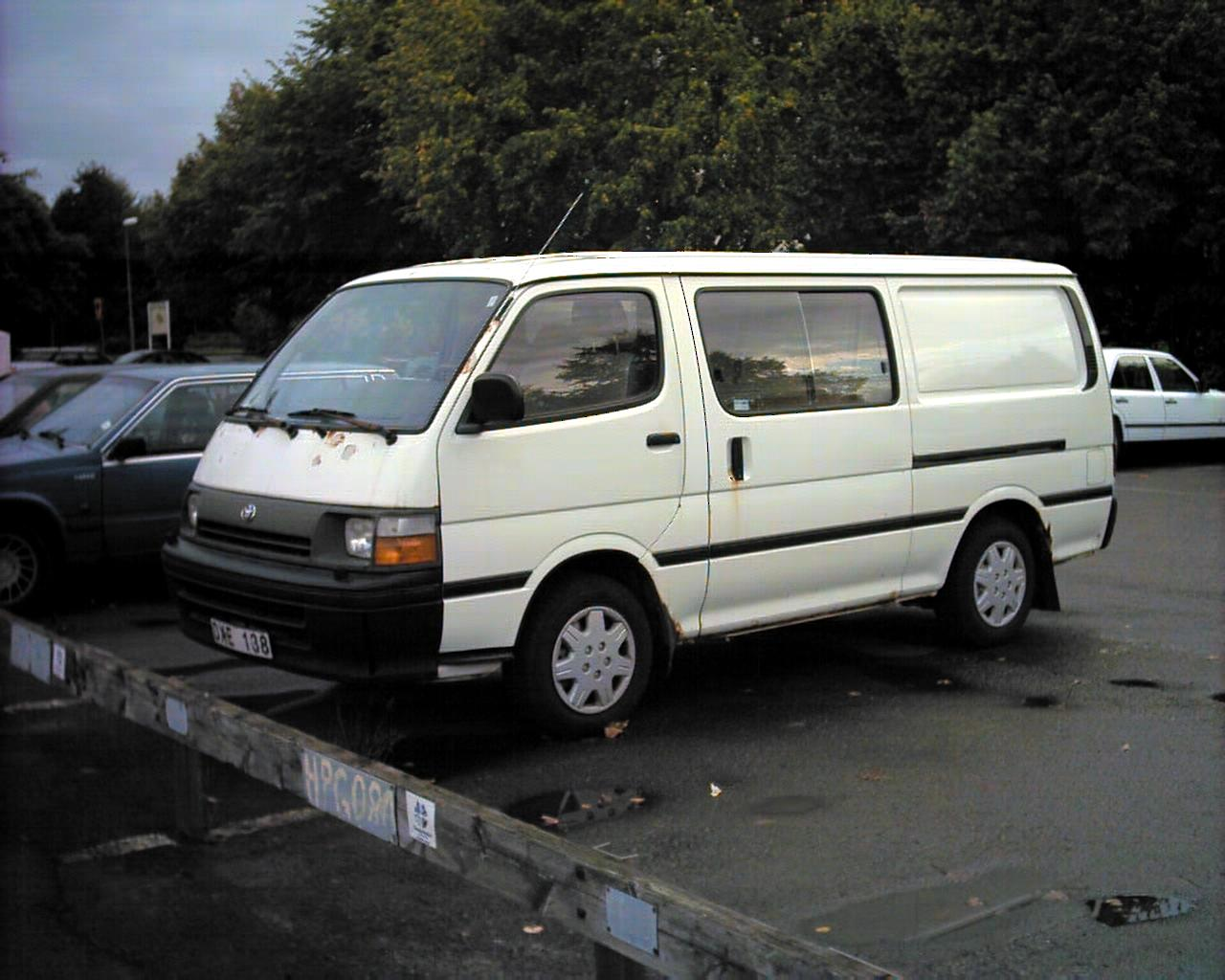
Toyota Hiace четвёртого поколения (1995 год выпуска) в грузопассажирском исполнении

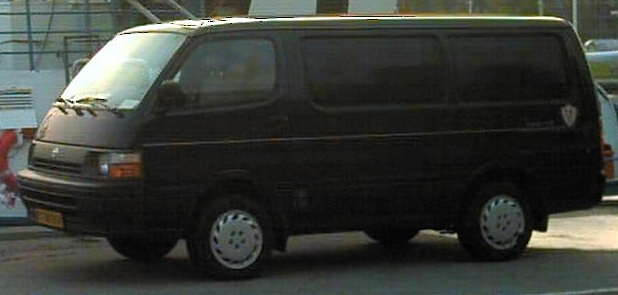
«Toyota Hiace» четвёртого поколения с цельнометаллическим кузовом типа «фургон»

Toyota Hiace (яп.: トヨタ・ハイエース, хепбёрн Toyota Haiēsu) (произносится Хай-Эйс) — коммерческий автомобиль, производимый с октября 1967 года японской корпорацией Toyota. В настоящее время автомобиль выпускается в многочисленных конфигурациях, включая кузовы минивэн, микроавтобус, фургон, пикап, такси, скорая помощь и «дом на колёсах».
Поколения Toyota Hiace:
- 1967 — Первое поколение[3]
- 1977 — Второе поколение
- 1982 — Третье поколение
- 1989 — Четвёртое поколение
- 2004 — Пятое поколение
- 2019 — Шестое поколение

## Первое поколение (H10; 1967)
В конце 1960-х годов субподрядное подразделение Toyota Auto Body компании Toyota возглавило разработку HiAce как небольшого фургона с однокорпусным дизайном, похожим на европейские в то время, но, по словам бывшего старшего сотрудника Toyota Акиры Кавахары, чем-то невиданным в японской промышленности.

Автомобиль Toyota HiAce, представленный в 1967 году, имеет компоновку «кабина над двигателем». Версия кемпера получила индекс HiAce Commercial. Автомобили оснащались 1,35-литровым двигателем 3P мощностью 51 кВт (70 л. с.), 1,5-литровым двигателем 2R, 1,6-литровым двигателем 12R мощностью 61 кВт (83 л. с.) или же 1,8-литровым двигателем 16R (с 1975 года). Коробка передач — четырёхступенчатая механическая.

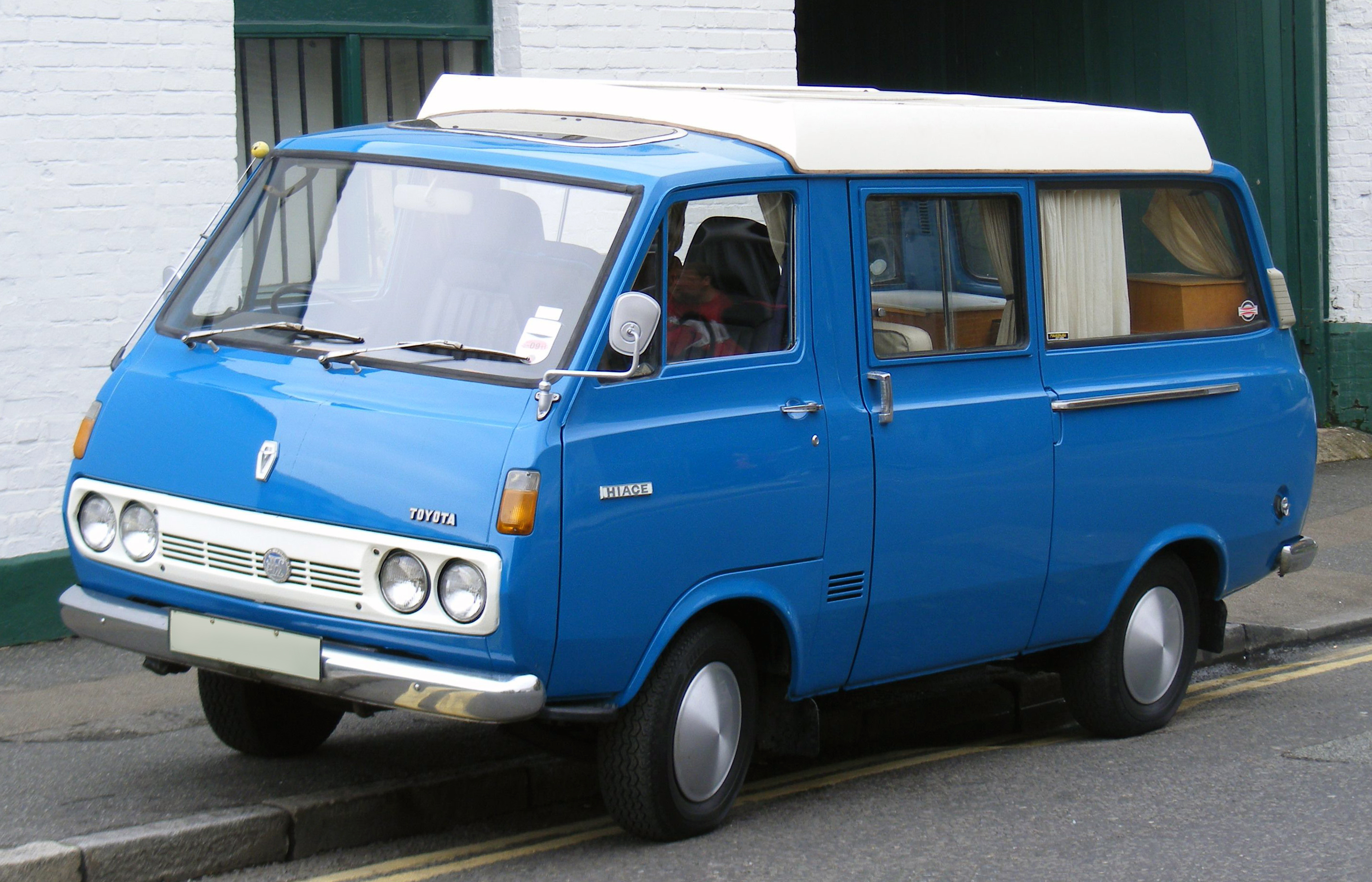
Автодом Toyota HiAce
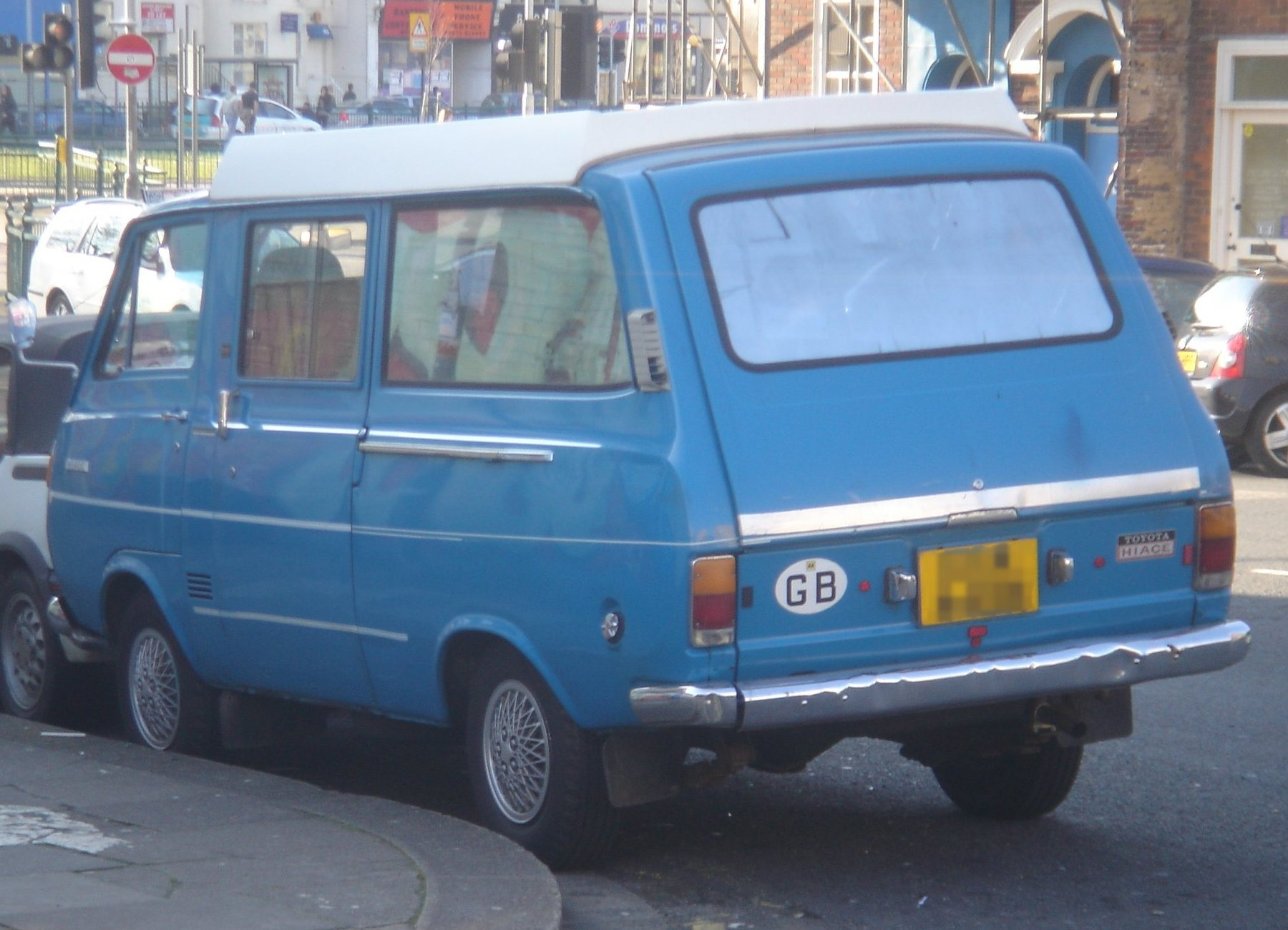
Вид сзади
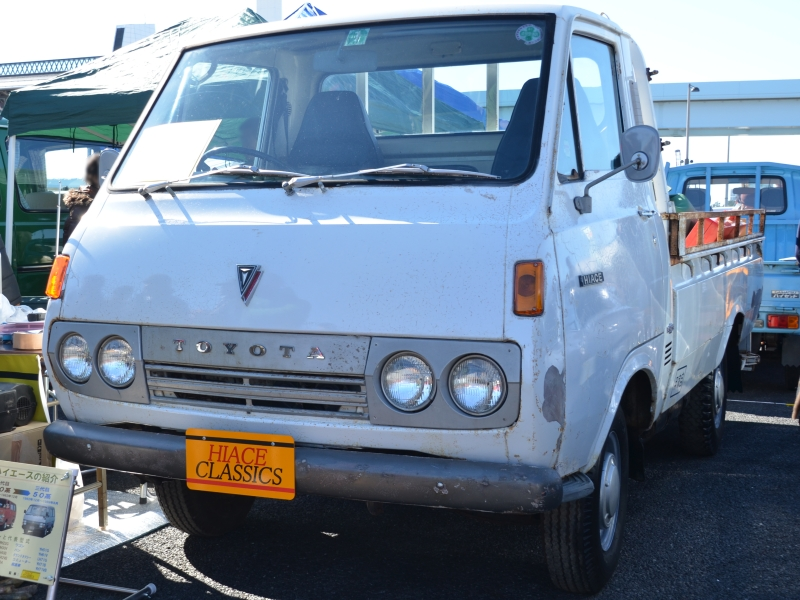
Toyota HiAce H10

## Второе поколение (H11/H20/H30/H40; 1977)
Второе поколение Toyota HiAce дебютировало в феврале 1977 года. В отличие от предыдущего поколения, автомобили имели обтекаемую кабину и одинарные фары.
Автомобили оснащались 1,6-литровым бензиновым двигателем 12R/12R-J, 1,8-литровым бензиновым двигателем 16R-J, 2,0-литровым бензиновым двигателем 18R или же 2,2-литровым дизельным двигателем L. В модельный ряд входили:
- пикап с двойной кабиной;
- фургон с длинной колёсной базой;
- микроавтобус Commuter с длинной колёсной базой и высокой крышей (вместимость — до 15 пассажиров).

Грузовые автомобили с короткой колёсной базой изначально выпускались под кодовым обозначением H11. Фургоны H20 имеют короткую колёсную базу, H30 — длинную, а H40 — сверхдлинную.

Фургоны выпускались до ноября 1982 года, в то время как пикапы выпускались до мая 1985 года.

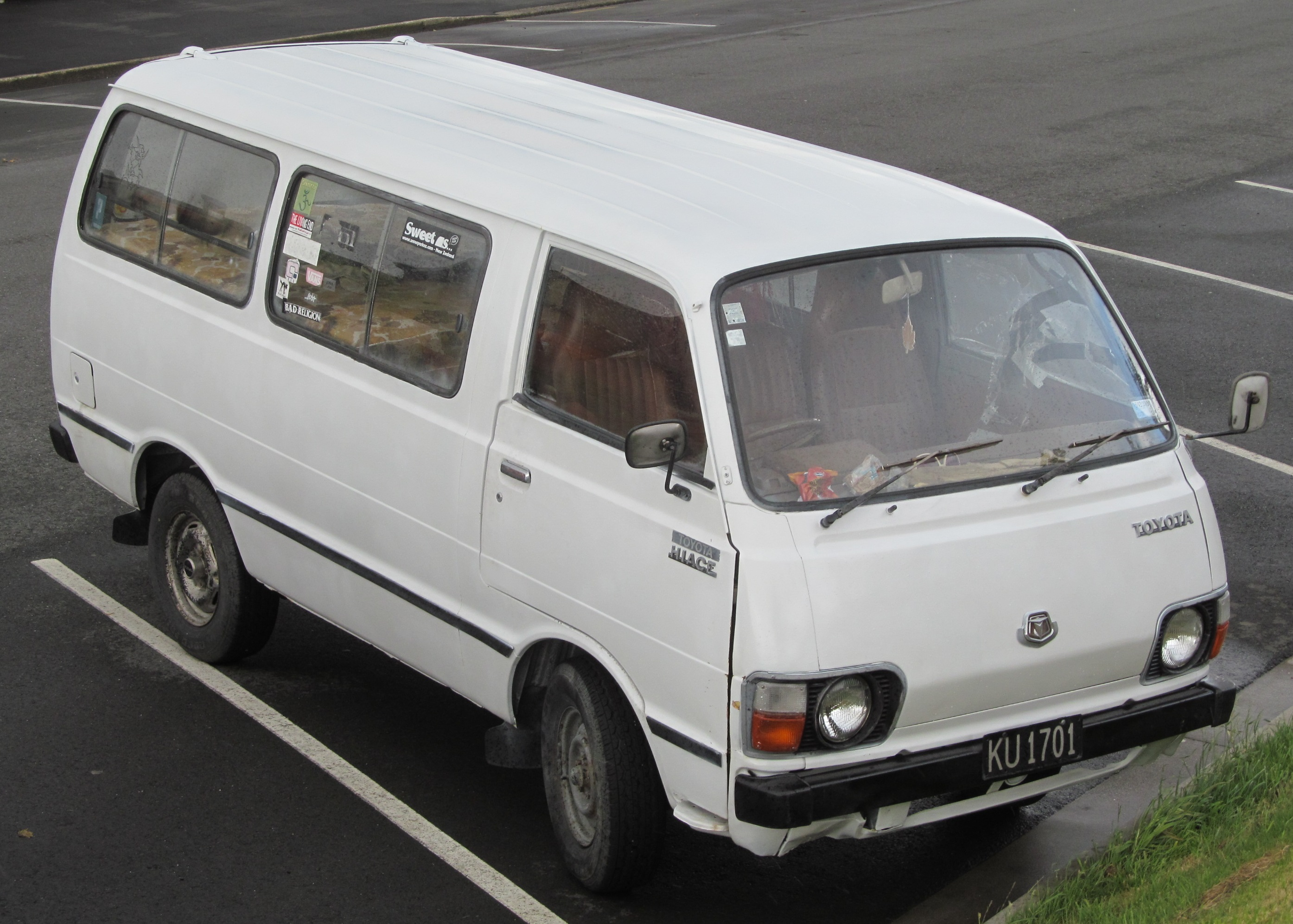
1982 Toyota HiAce (RH22)
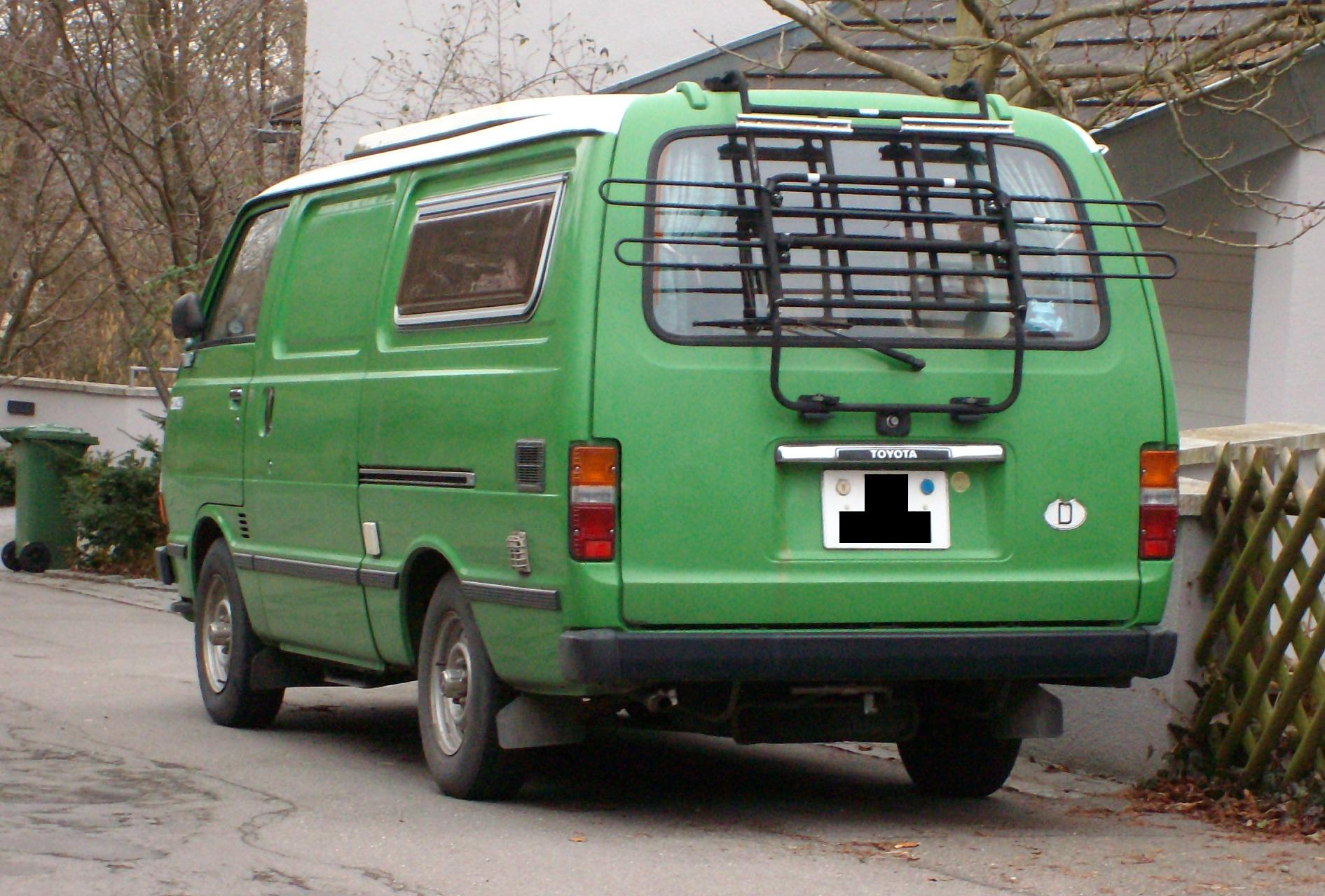
Вид сзади
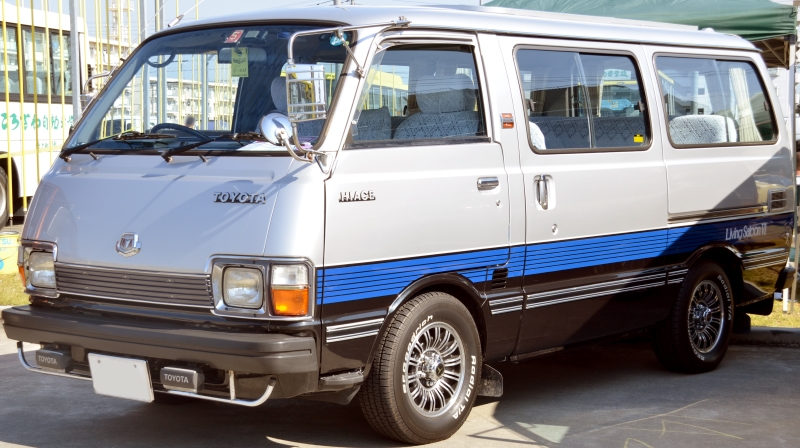
HiAce Living Saloon
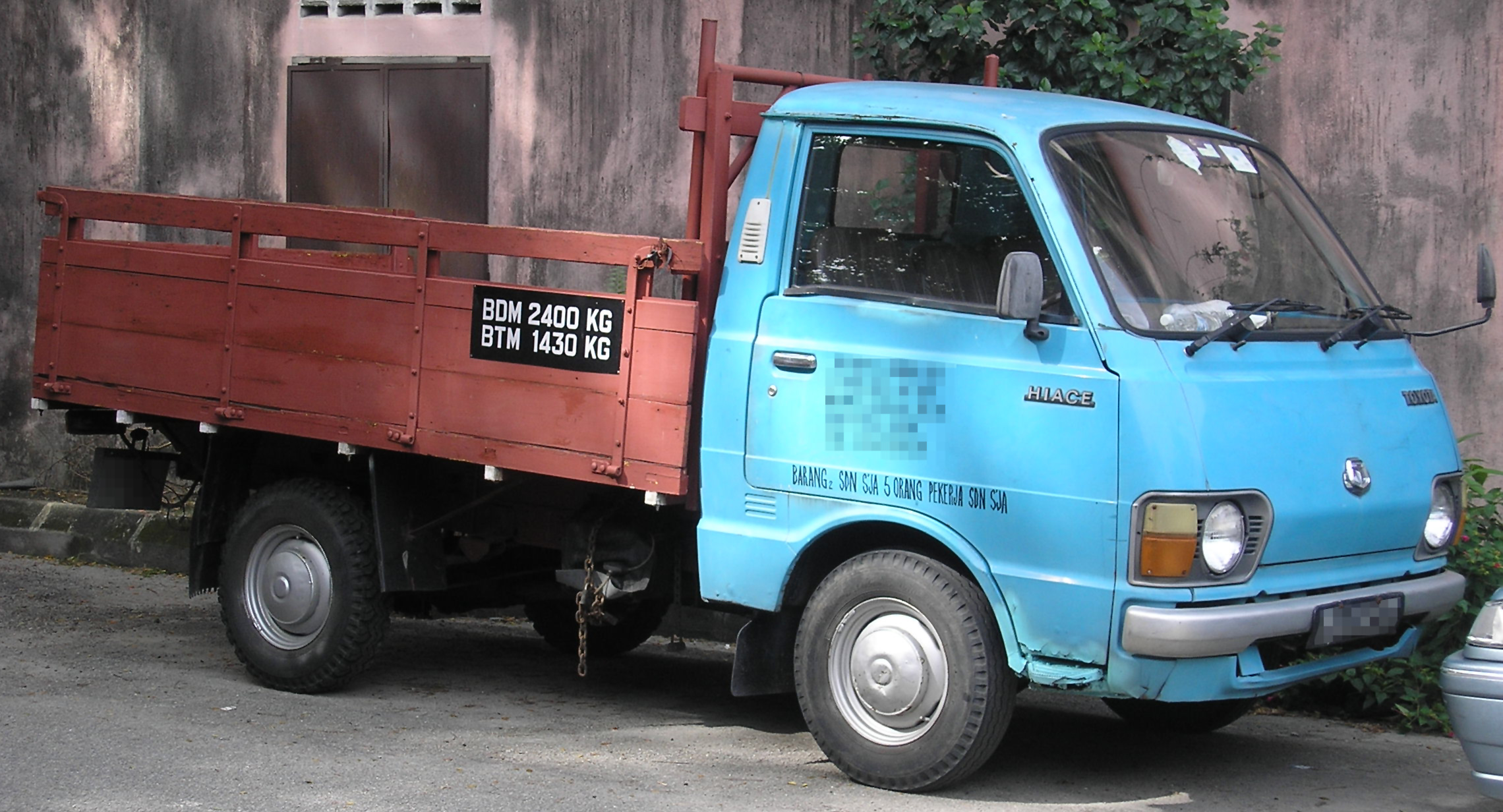
HiAce Pickup

## Третье поколение (H50/H60/H70/H80/H90; 1982)
Автомобили Toyota HiAce третьего поколения были запущены в производство в 1982 году. Изначально выпускались только цельнометаллические фургоны, а с 1985 года выпускались также пикапы.
Фургоны H50 имеют короткую колёсную базу, H60 — длинную, а H70 — сверхдлинную. Пикапы обозначались индексами H80/H90. Модель Toyota Mobile Lounge, представленная в 1987 году на Токийском автосалоне, основана на HiAce Commuter с высокой крышей. В 1989 году автомобили прошли фейслифтинг.

Пикапы выпускались до августа 1985 года, а фургоны — до октября 2007 года.

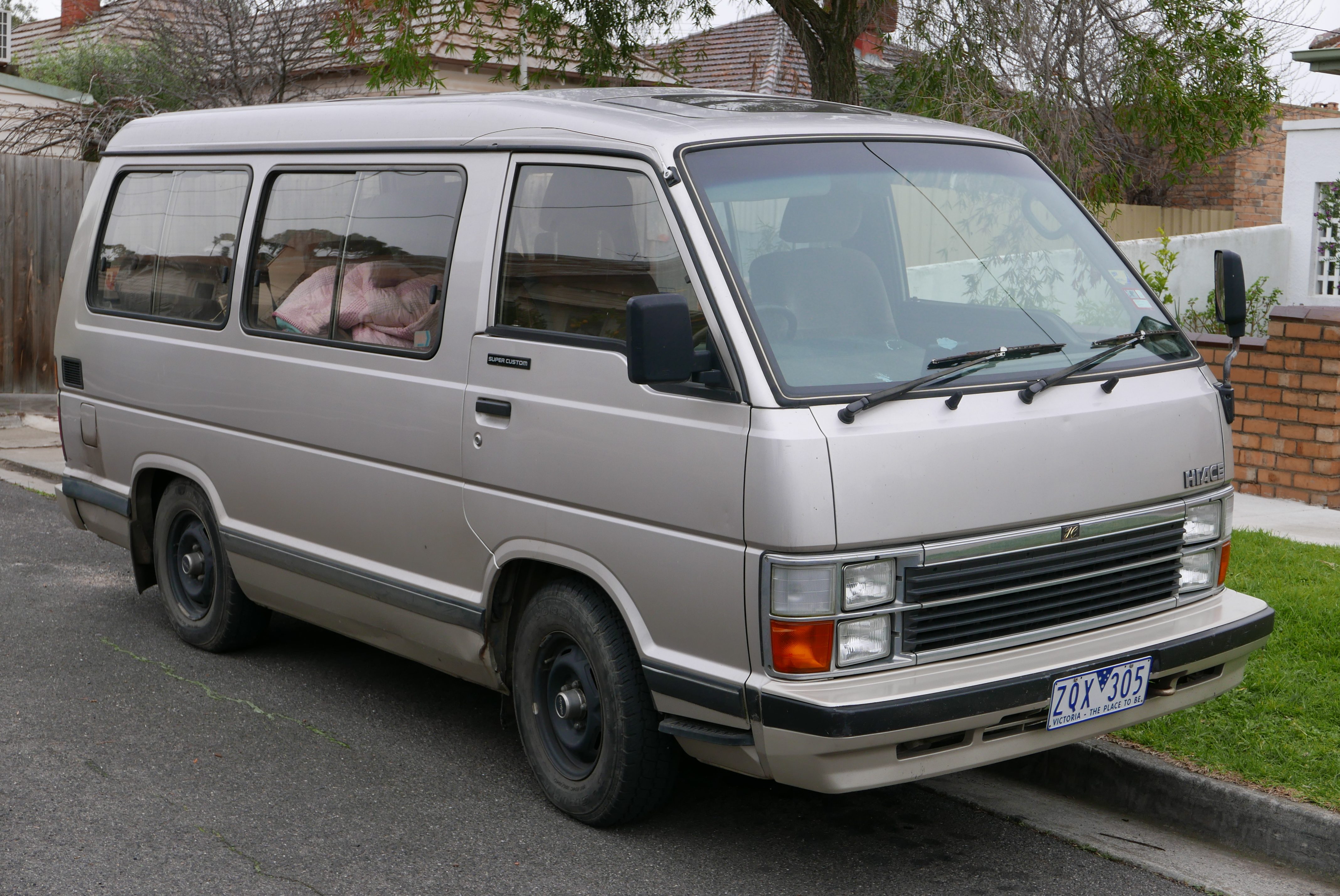
1986 Toyota HiAce (LH51G) Super Custom
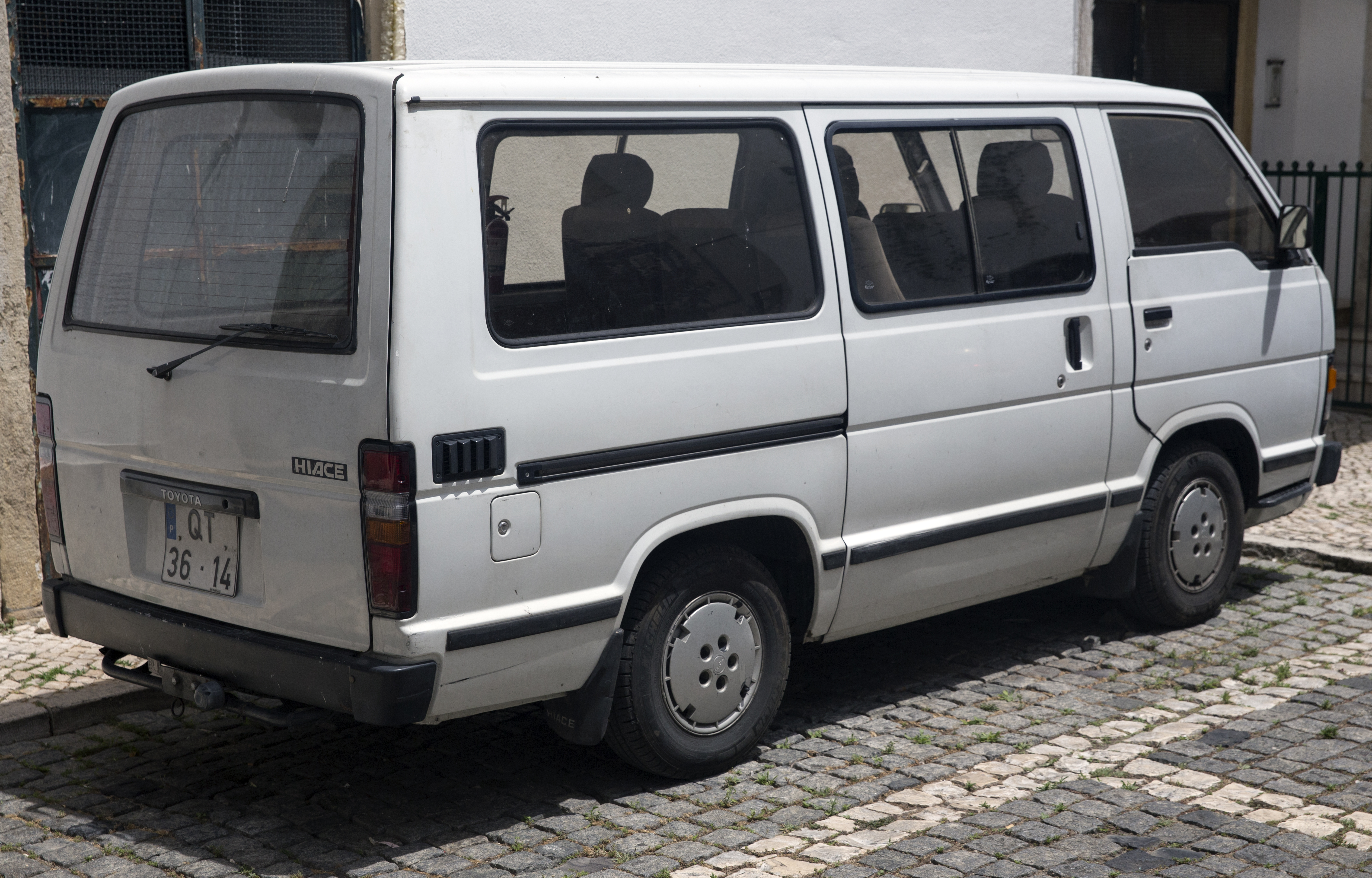
Toyota HiAce Minibus
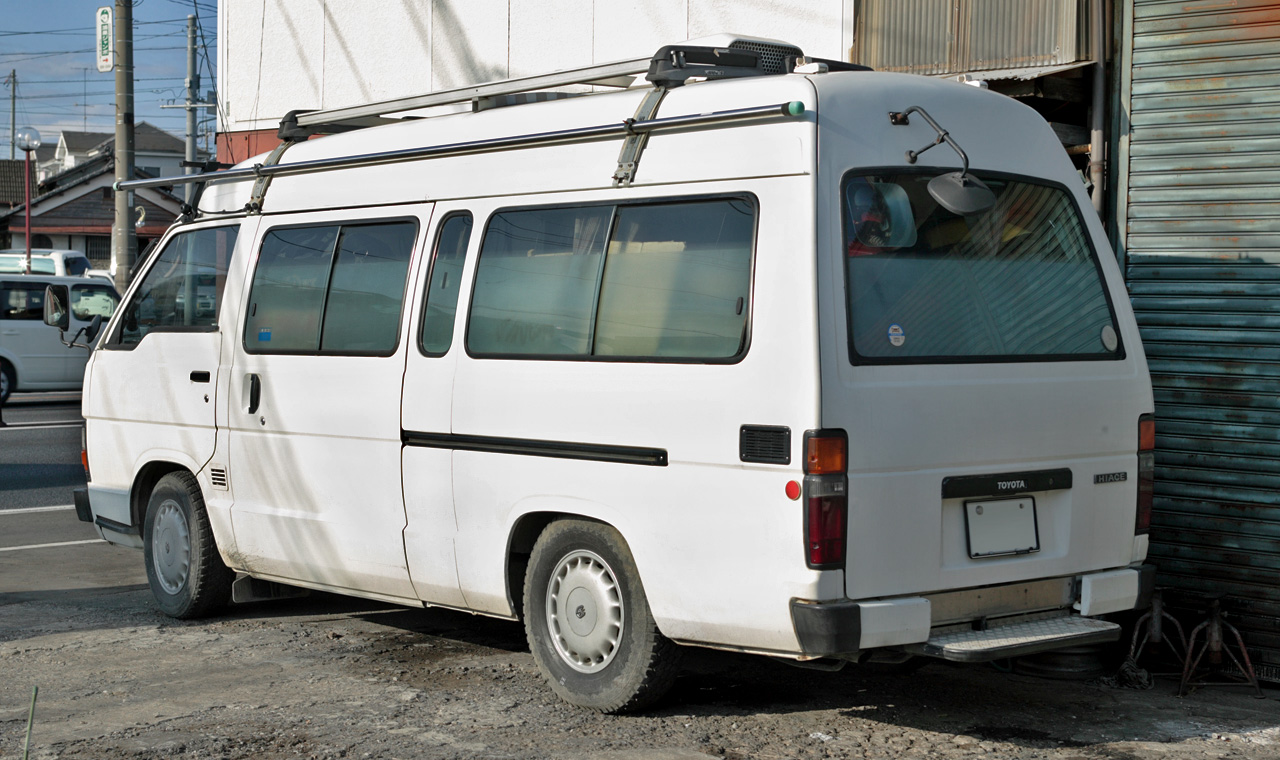
Toyota HiAce Commuter/Ambulance/Van с длинной колёсной базой и высокой крышей (H7#B / H7#V, 1982—1985)
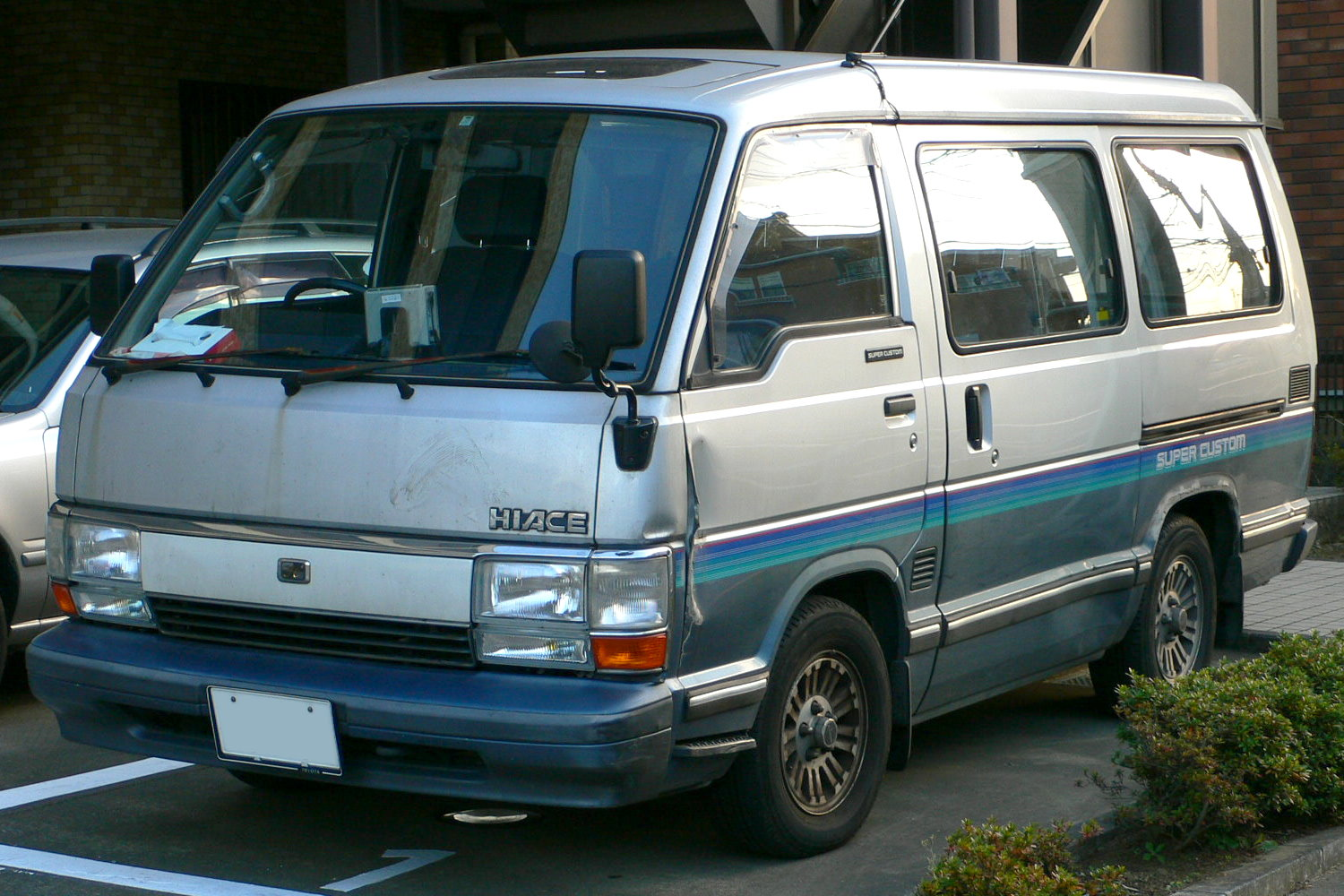
Toyota HiAce Wagon (H5#G, 1985—1989)
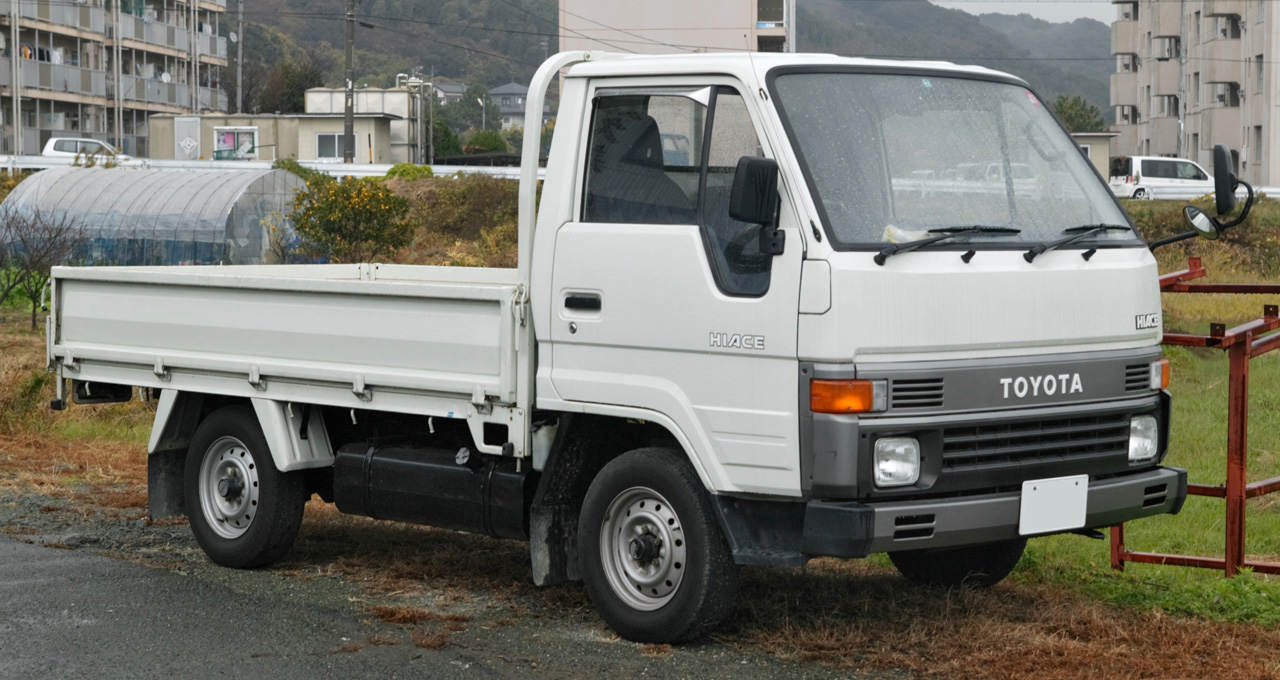
Toyota HiAce Truck (H8# / H9#, 1985—1995)
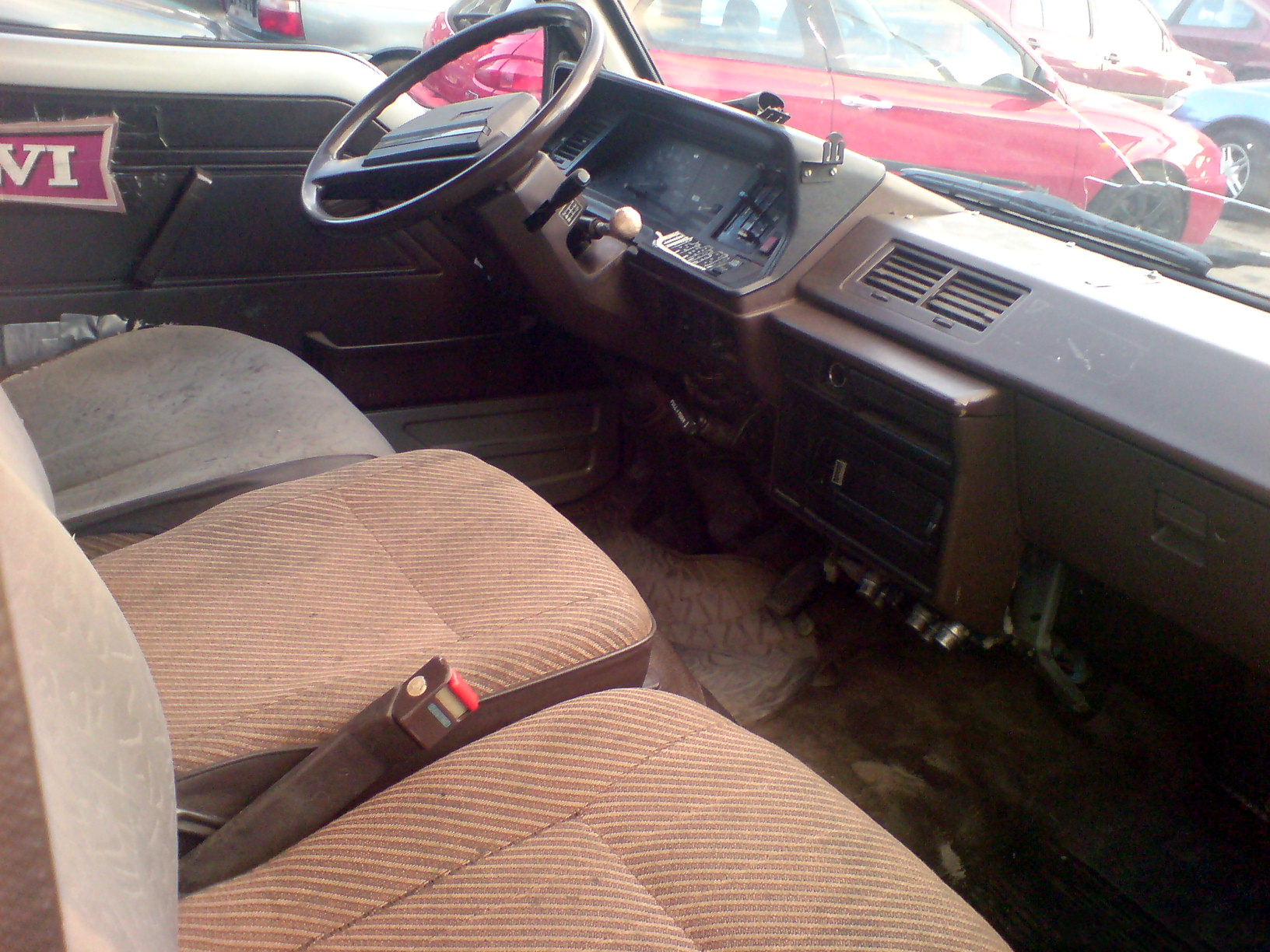
Интерьер

## Четвёртое поколение (H100; 1989)
Автомобили Toyota HiAce четвёртого поколения дебютировали в августе 1989 года. Они выпускались как с длинной, так и с короткой колёсной базой.
Автомобили оснащались рядными четырёхцилиндровыми двигателями: от 2,0-литровых бензиновых до 3,0-литровых турбодизельных. В октябре 1990 года 2,4-литровый турбодизельный двигатель (2L-T) был заменён двигателем 2L-TE с электронным впрыском топлива. Многие версии являлись заднеприводными, однако частично или полностью полноприводные версии продавались в зависимости от уровня спецификации и рынка. Полноприводные модели первоначально поставлялись на внутренний рынок Японии с 2,8-литровыми или же 3-литровыми дизельными двигателями. На экспортные рынки автомобили поставлялись также с бензиновыми двигателями (1RZ; 1RZ-E; 2RZ; 2RZ-FE; 4RB2 (Китай); 1UZ-FE (скорая помощь)). Базовая комплектация — DX, топовые комплектации — GL, Super GL, Super Custom и Super Custom Limited.
В августе 1993 года автомобили Toyota HiAce четвёртого поколения прошли фейслифтинг. 3-литровый турбодизельный двигатель 1KZ-TE заменил двигатели 2L-TE и 3L. В 1997 году автомобили прошли второй фейслифтинг, а в 2002 году — третий. В августе 1998 года двигатель 1KZ-TE был заменён двигателем 5L/5L-E. С сентября 2003 года автомобили оснащались также бензиновым двигателем 1TR-FE. Экспортные модели поставлялись с рядом различных двигателей в соответствии с местными импортёрами, целями и налоговыми структурами.
На Филиппинах HiAce поступил в продажу в августе 1990 года с дизельным двигателем. В октябре 1994 года и в мае 1997 года автомобиль был модернизирован. Вместимость микроавтобусов варьировалась от 13 до 15 пассажиров. В марте 1999 года начались продажи модификаций с бензиновыми двигателями HiAce 3.0 Grandia и 2.0 GL (включая HiAce Commuter). В сентябре 2000 года был налажен выпуск модификации HiAce Super Grandia с 3,0-литровым рядным четырёхцилиндровым дизельным двигателем и пятиступенчатой механической трансмиссией. Все эти варианты продавались до июня 2005 года. Специальная серия HiAce Super Grandia J (для японского домашнего рынка) выпускалась с августа 2002 по июнь 2003 года.
В Великобритании продажи H100 Hiace начались в ноябре 1989 года. Автомобили поставлялись с 2,0-литровым бензиновым двигателем 1RZ мощностью 74 кВт при 5400 об/мин и крутящим моментом 165 Н⋅м при 2600 об/мин или же 2,4-литровым дизельным двигателем 2L-II мощностью 57 кВт при 3900 об/мин и крутящим моментом 162 Н⋅м при 2400 об/мин. Вариант с короткой колёсной базой, получивший название Hiace Compact, дебютировал в 1994 году в роли преемника LiteAce.

В мае 1992 года на базе Toyota Hiace был налажен выпуск автомобиля скорой помощи Toyota HiMedic. Поставки начались в июне того же года. Автомобили оснащались 4,0-литровым двигателем V8, который также применялся в Celsior.

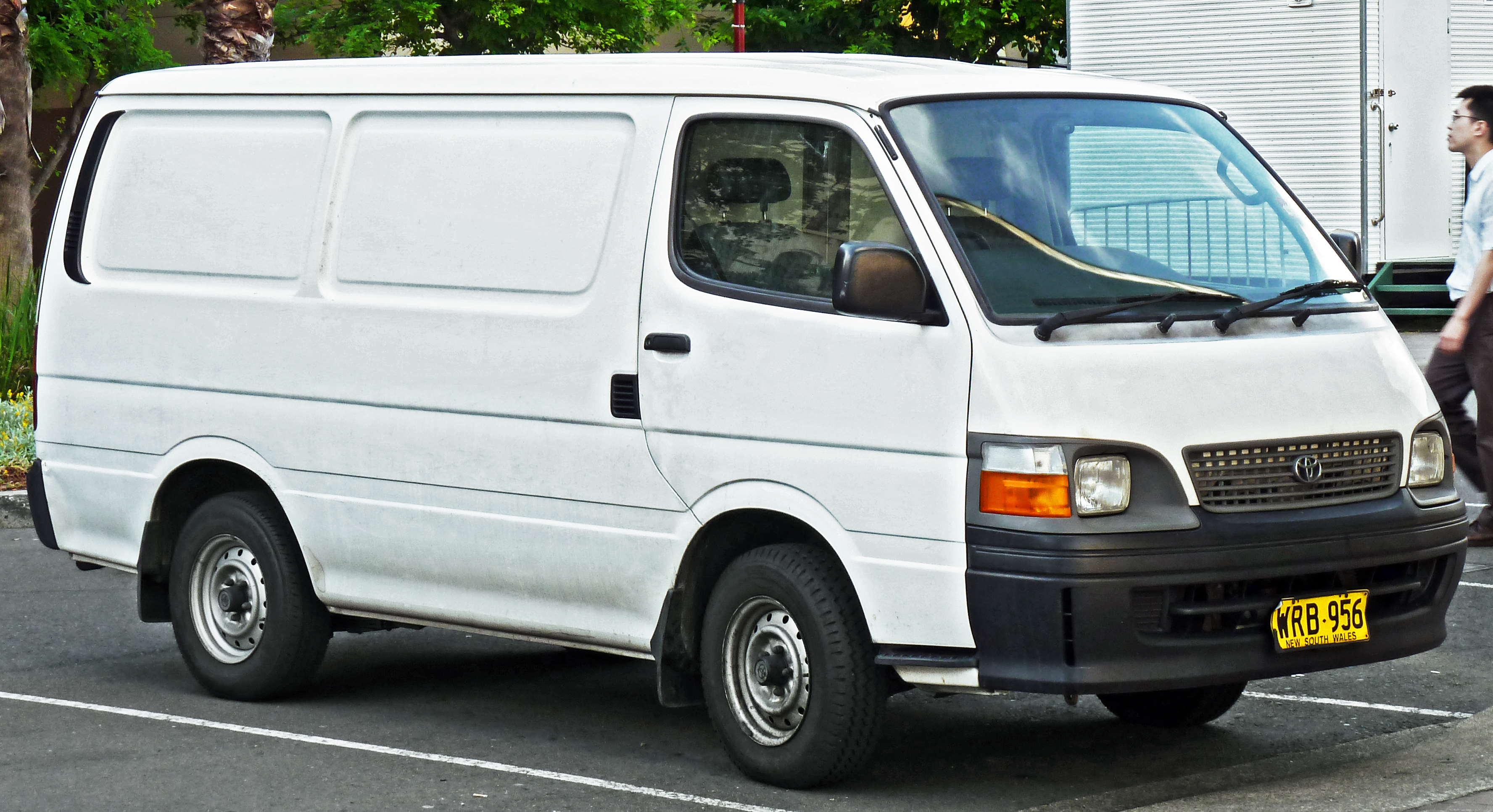
HiAce Van (RZH103R; Австралия)
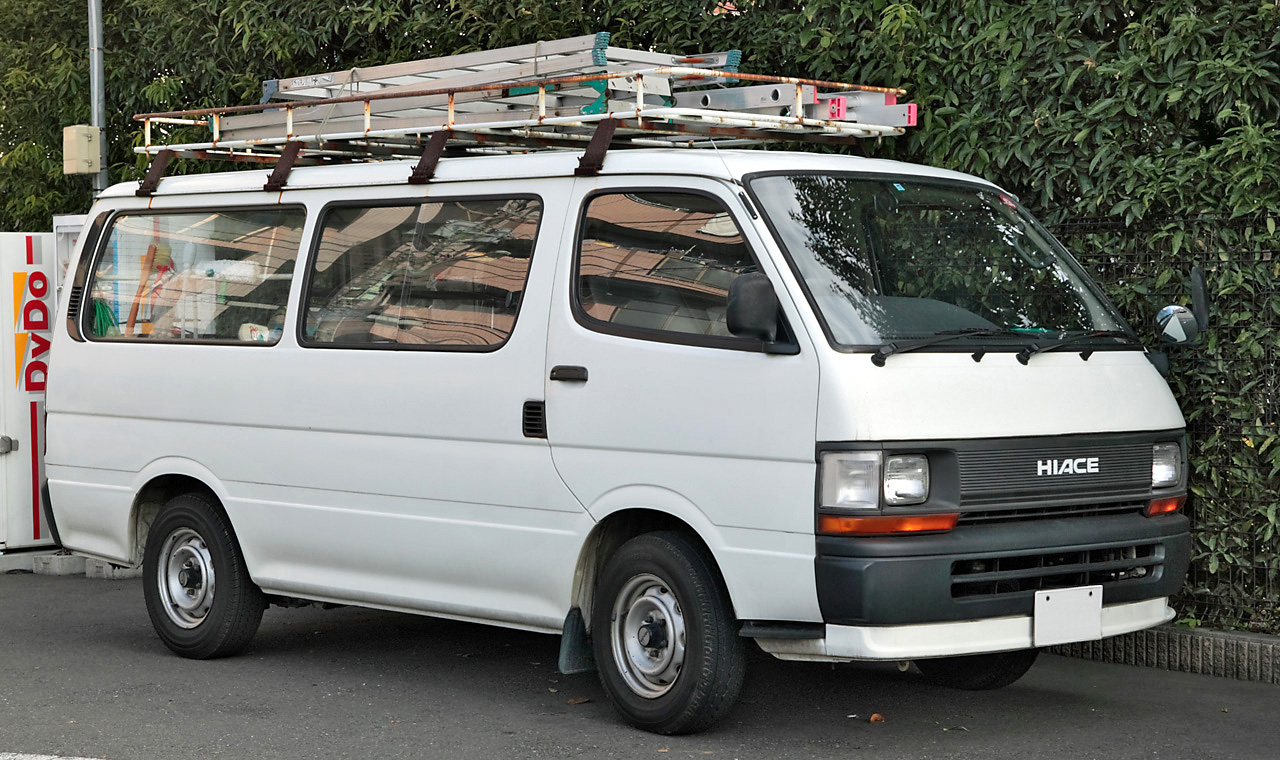
Long Van 2.0 DX (RZH112V; Япония)
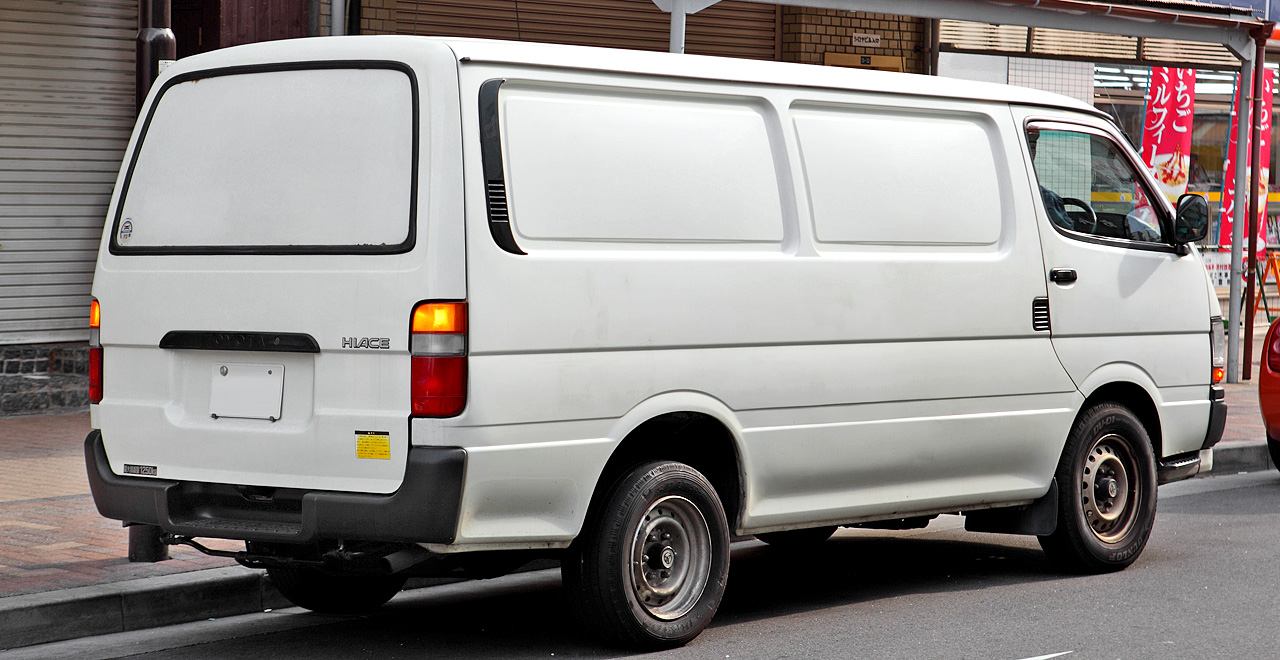
Long Route Van CD (LH172V; Япония)
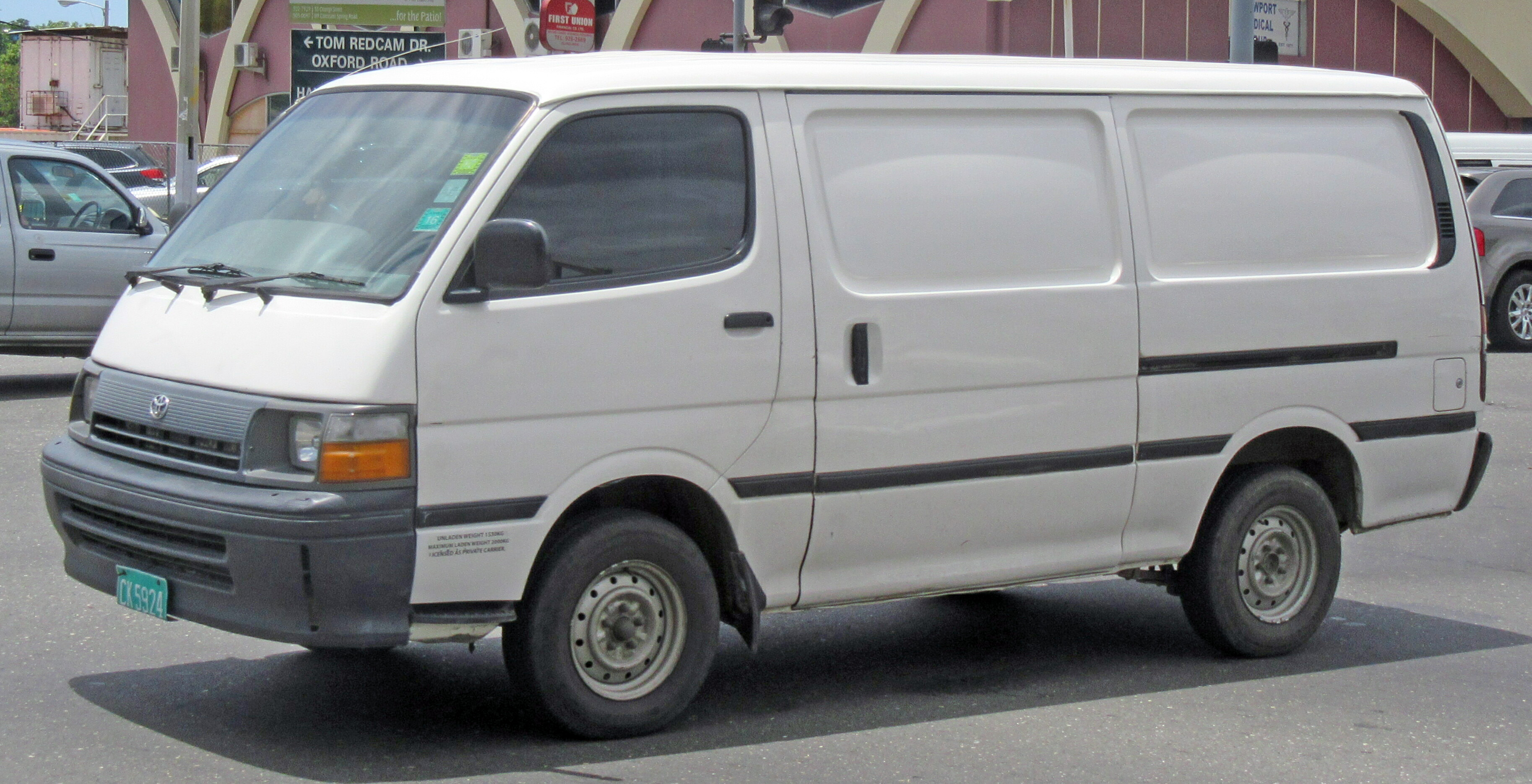
Long Van
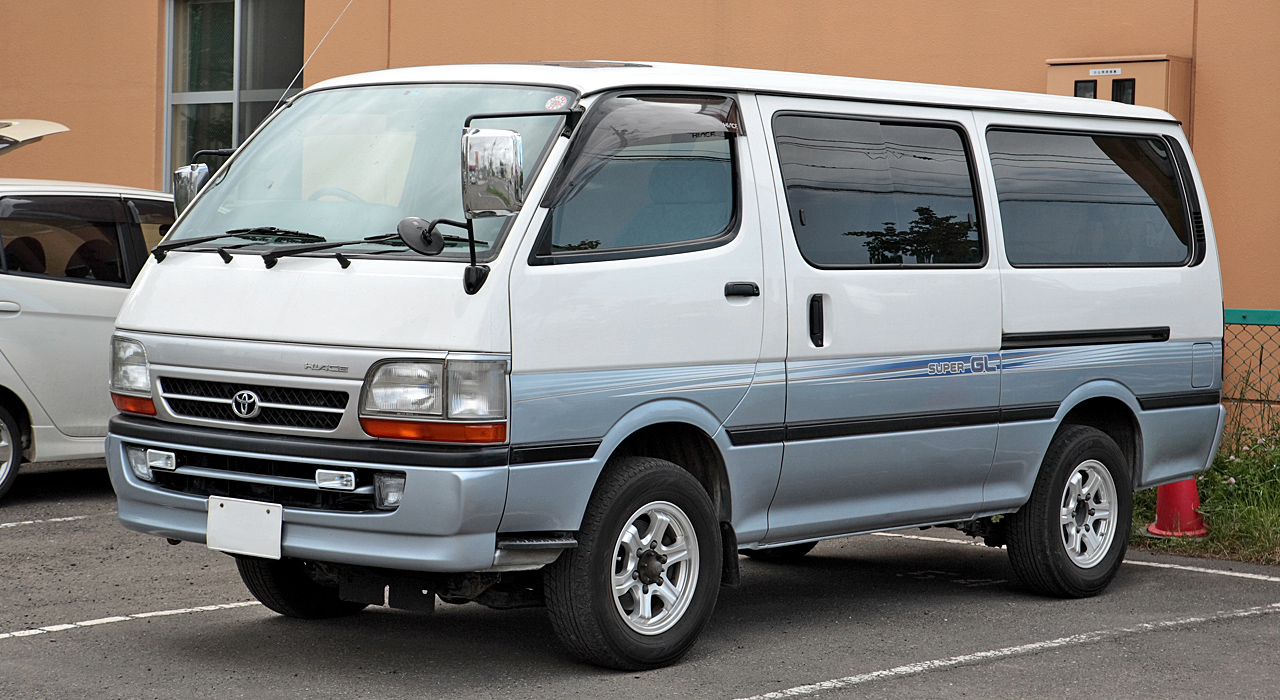
Long Van Super GL (LH178V; Япония)
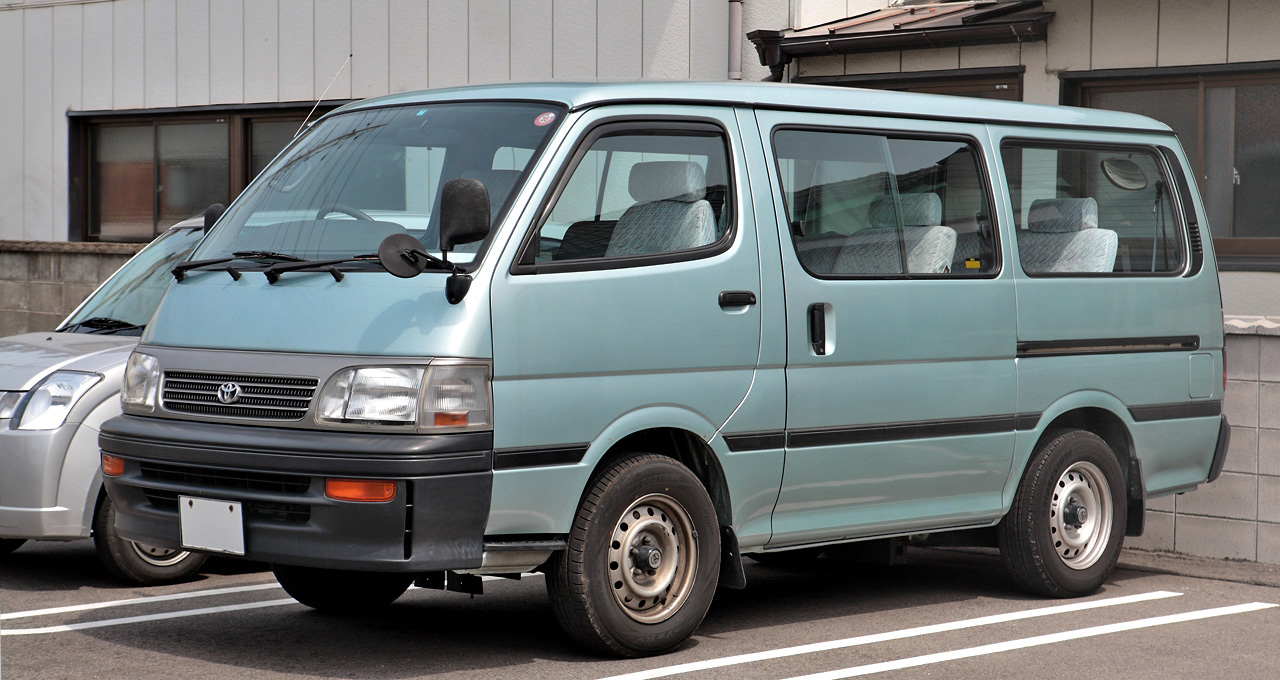
Wagon 3.0DT Custom (KZH100G; Япония)
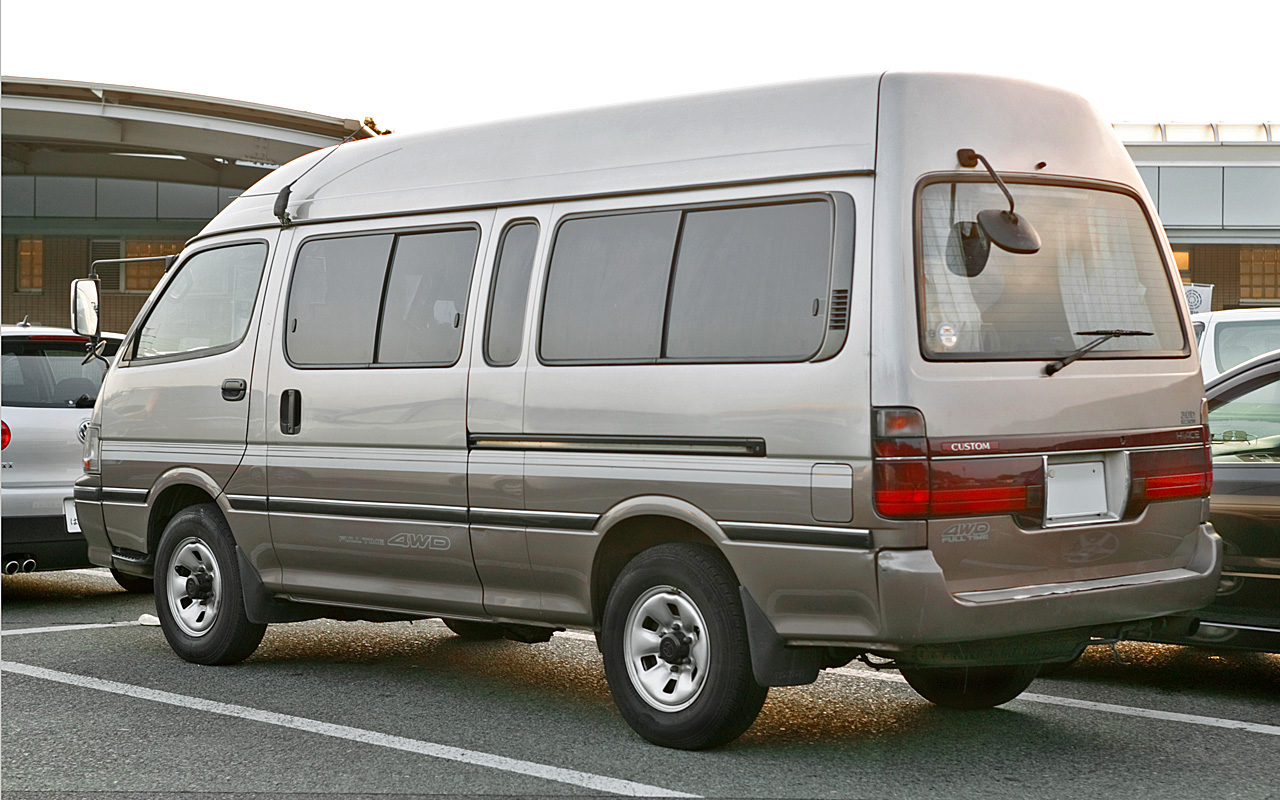
Wagon 3.0DT Super Long Custom 4WD (KZH126G; Япония)
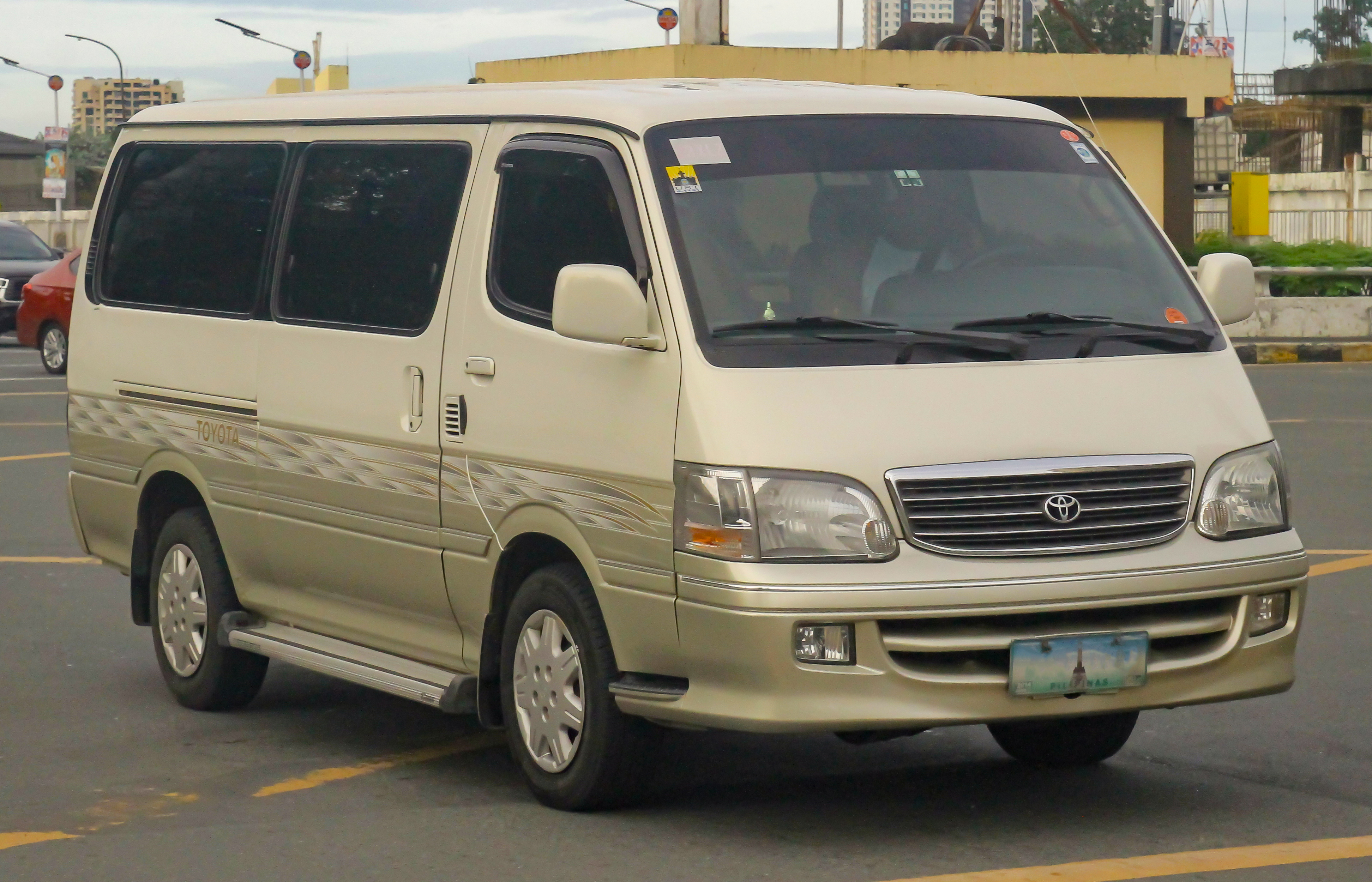
Wagon 3.0 Super Grandia J (Филиппины)
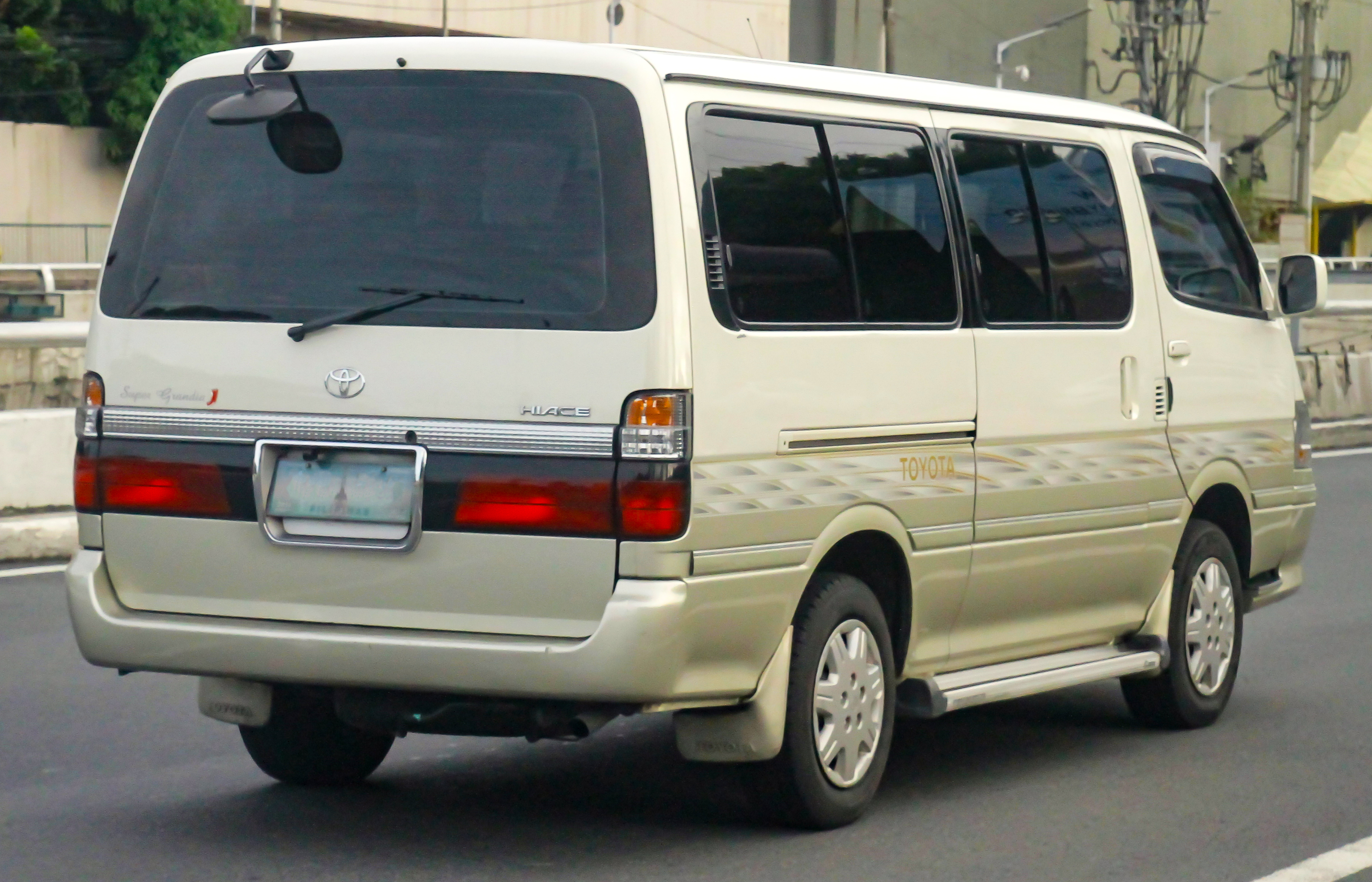
Вид сзади
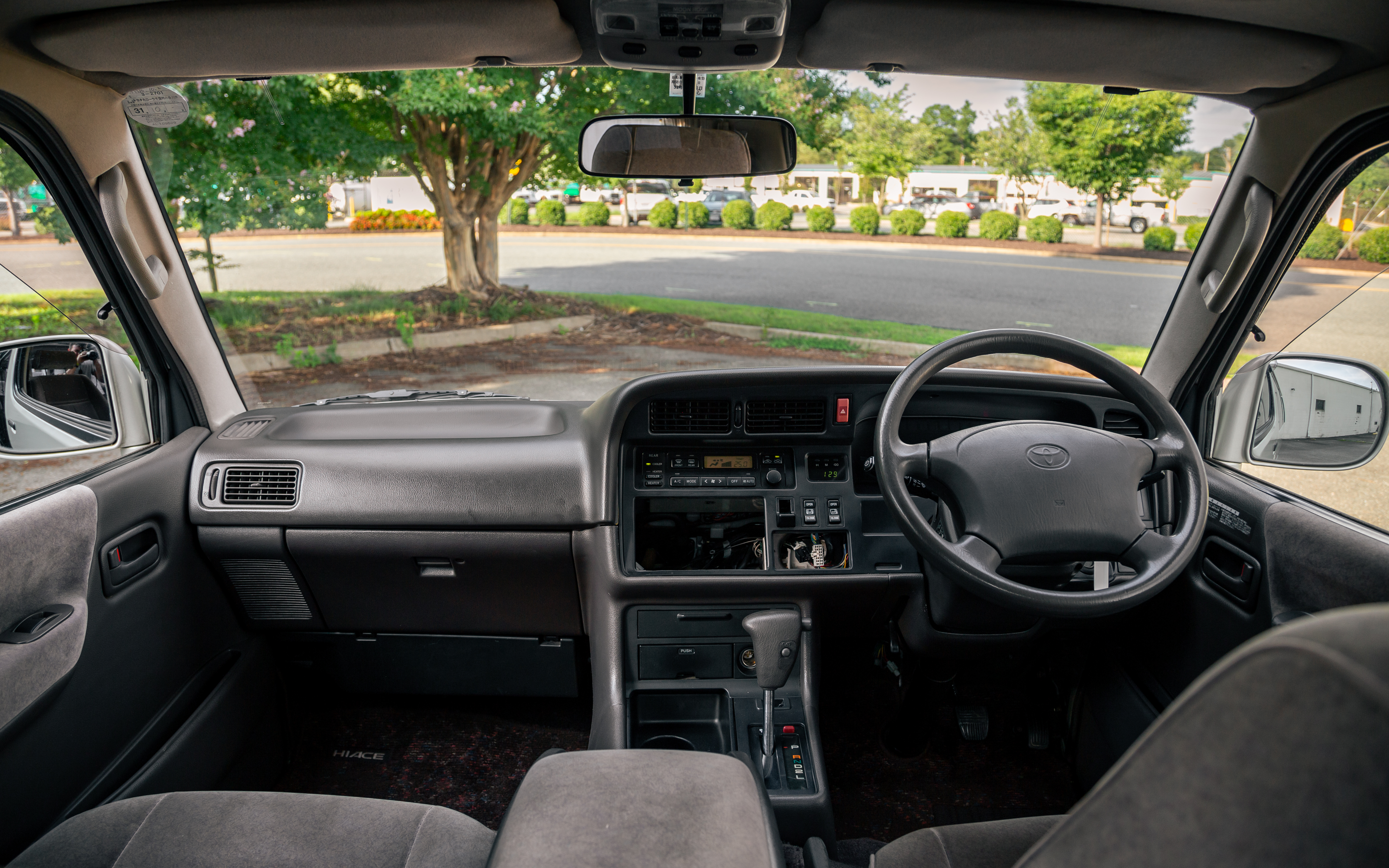
Интерьер

### RegiusAce
Toyota RegiusAce — люксовый вариант Toyota Hiace, дебютировавший в августе 1999 года. Варианты: Regius HiAce и Regius Touring HiAce. Автомобили продавались в дилерских центрах Toyopet и Vista. Модели RegiusAce имеют бескапотную компоновку.
Когда торговая сеть Vista была заменена на торговую сеть NETZ, модель RegiusAce продавалась исключительно в дилерских центрах Netz. Серия H100 RegiusAce выпускалась в период с 1999 по 2004 год.

### Китай
HiAce (H100) также производится в Китае несколькими автопроизводителями: Jinbei Motors (Jinbei Haise; с 1991 года), King Long Motors (Golden Dragon XML6532; с 1995 года) и Foton (Foton View C1; с 2000 года). Автомобили экспортируются на несколько рынков, включая Чили, а также выпускаются в Египте (Bavarian Auto Group) и Шри-Ланке (как Micro MPV J). Распространённые двигатели — бензиновые объёмом 2,0—2,2 л (491Q-ME) и 2,8-литровый дизельный двигатель 4JB1. На китайском рынке 2,4-литровый двигатель 2RZ-E носит название 4RB2.
В Китае автомобили Toyota HiAce (H100) оснащаются также бензиновыми двигателями V19 (2 литра), 4G20C (2 литра) и 4G22 (2,2 литра), а также дизельными двигателями объёмом 2,5—2,7 л.
Jinbei HiAce выпускается в шести поколениях, пять из которых прошли фейслифтинг: первый — в 1999 году, два отдельных — в 2002 году, третий — в 2006 году, а четвёртый (и самый последний) — в 2008 году.

### Granvia, HiAce Regius, Grand HiAce, Touring HiAce (XH10, XH20)
Granvia, продававшийся с 1995 по 2002 год на японском рынке, являлся полукапотным фургоном, передние колёса которого расположены перед передними сиденьями для большей безопасности. Вместимость микроавтобуса варьируется от 7 до 8 мест. Привод — задний или полный. Автомобиль оснащался дизельными двигателями объёмом 2,4—3,0 л или же бензиновыми двигателями объёмом 2,7—3,4 л. Базовые модификации — HiAce Regius, Grand HiAce и Touring HiAce, топовые — Granvia, Grand HiAce и Touring HiAce.
В Европе HiAce на базе Granvia, продававшийся с 1995 года, обычно оснащался 2,5-литровым дизельным двигателем 2KD-FTV в различных версиях. В 2006 году автомобиль претерпел фейслифтинг, а в 2012 году его преемником стал Toyota ProAce.
В 1996 году на рынке Великобритании XH10 HiAce заменил H100 HiAce и HiAce Compact. Автомобили поставлялись с 2,4-литровым дизельным двигателем 2L-II мощностью 55 кВт при 4000 об/мин и крутящим моментом 156 Н⋅м при 2200 об/мин или же с 2,7-литровым бензиновым двигателем 3RZ-FE мощностью 105 кВт при 4800 об/мин и крутящим моментом 226 Н⋅м при 2400 об/мин. В ноябре 2001 года дизельный двигатель 2L-II объёмом 2,4 л был заменён двигателем 2KD-FTV в вариантах Low Power мощностью 66 кВт при 3800 об/мин и крутящим моментом 192 Н⋅м при 1200—3000 об/мин и High Power Variation мощностью 76 кВт при 3600 об/мин и крутящим моментом 260 Н⋅м при 1600—2400 об/мин, в то время как в 2004 году 2,7-литровый бензиновый двигатель был снят с производства. С 2007 года, в соответствии со стандартом Euro IV, двигатели стали оснащаться интеркулером. Крутящий момент двигателя с низкой мощностью (70 кВт) был увеличен до 230 Н⋅м при 1400—2800 об/мин, в то время как крутящий момент двигателя с высокой мощностью (85 кВт) был увеличен до 294 Н⋅м при 1400—2400 об/мин.
С 1996 по 2003 год автомобили Granvia на базе четвёртого поколения HiAce продавались в Австралии под названием HiAce SBV. Варианты с короткой колёсной базой получили индекс RCH12R, в то время как варианты с длинной колёсной базой получили индекс RCH22R. Автомобили поставлялись с 2,4-литровым бензиновым двигателем 2RZ-E мощностью 88 кВт при 4800 об/мин и крутящим моментом 200 Н⋅м при 3600 об/мин. Коробка передач — пятиступенчатая механическая.
Также автомобили Toyota Granvia обретали популярность в Новой Зеландии, куда импортировались в качестве подержанных автомобилей из Японии. На новозеландский рынок автомобили поставлялись с 3,0-литровым турбодизельным двигателем.
Grand HiAce, основанный на HiAce Powervan, поступил в продажу в 1999 году на японский рынок. Автомобили поставлялись с 3,4-литровым бензиновым (5VZ-FE) и 3,0-литровым турбодизельным двигателями. Продажи на японском рынке осуществлялись до 2002 года, когда на смену Grand HiAce пришёл Alphard. На Тайване автомобили носили название HiAce Solemio.
В течение многих лет полукапотный HiAce являлся самым продаваемым фургоном на норвежском рынке. В Норвегии HiAce продавался до 1 января 2012 года, когда был отозван с европейского рынка по причине несоответствия нормам выбросов Euro 5.
HiAce, продававшийся в Европе, был заменён моделью Toyota ProAce, являвшейся ребеджинговой версией Citroën Jumpy/Peugeot Expert/Fiat Scudo. В сотрудничестве с Jinbei автомобиль выпускался под названием Jinbei Granse (阁瑞斯 Geruisi) или Grace (на английском языке).
Jinbei Granse выпускался в Китае с 2002 по 2020 год. Сама модель претерпела три фейслифтинга, первый из которых произошёл в 2005 году, а производство продолжалось до 2009 года. Второй фейслифтинг был проведён в том же 2009 году, а через 5 лет (в 2014 году) автомобили прошли третий фейслифтинг.

В 2020 году была презентована ещё одна модель, известная как Jinbei Haishiwang или Jinbei Haise King. Эта модель также имеет отношение к Jinbei Granse и Toyota Granvia. Экстерьер выполнен в стиле, аналогичном моделям Hiace XH10 и XH20 до фейслифтинга. Автомобили выпускались как с низкой, так и с высокой крышей. В основном, автомобили оснащались 2-литровым четырёхцилиндровым двигателем и шестиступенчатой механической трансмиссией. Вместимость микроавтобуса варьировалась от 7 до 9 мест.

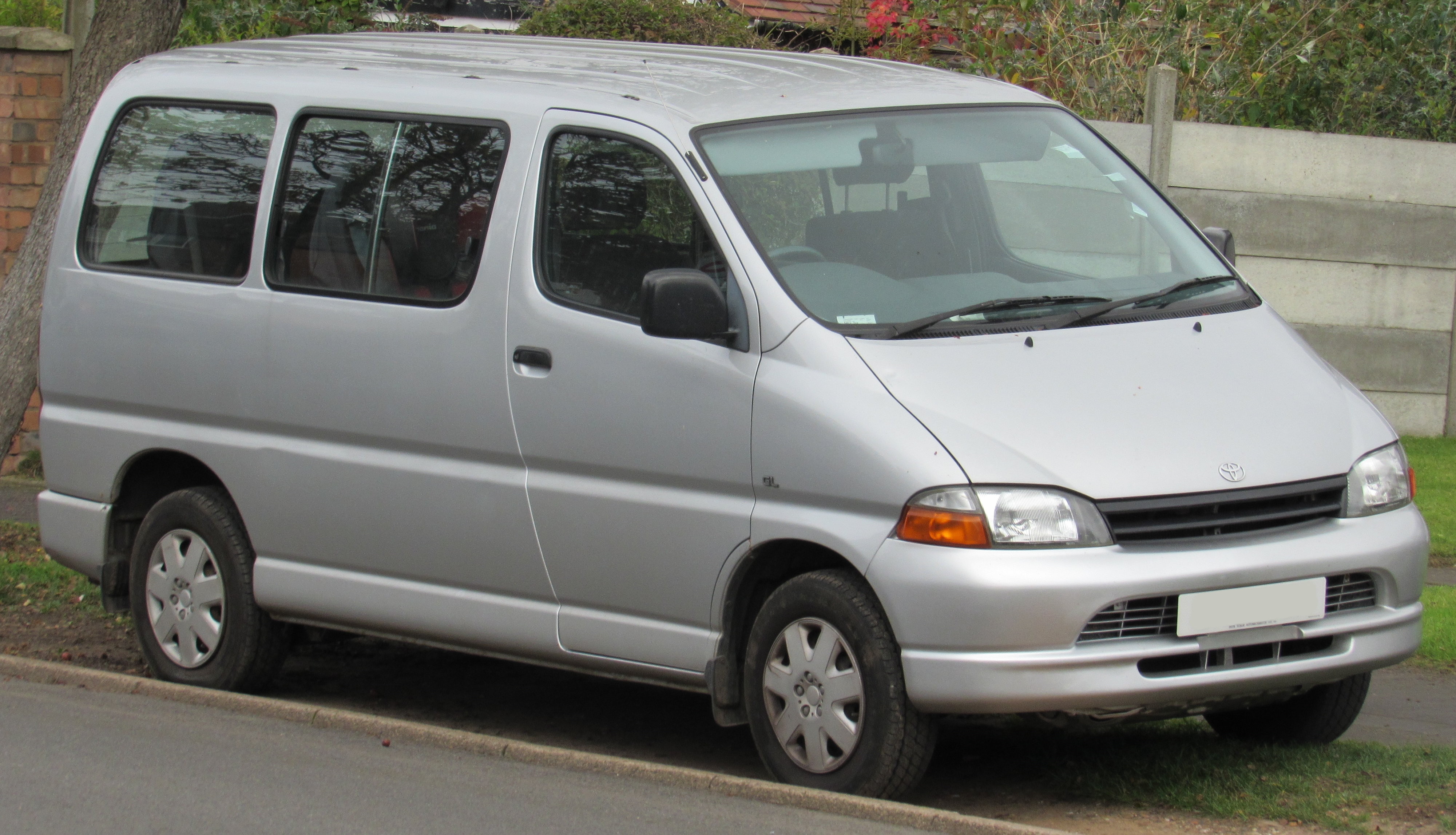
2001 Toyota HiAce Powerbus 2.4 GL SWB 2.4 (LXH12; Великобритания)
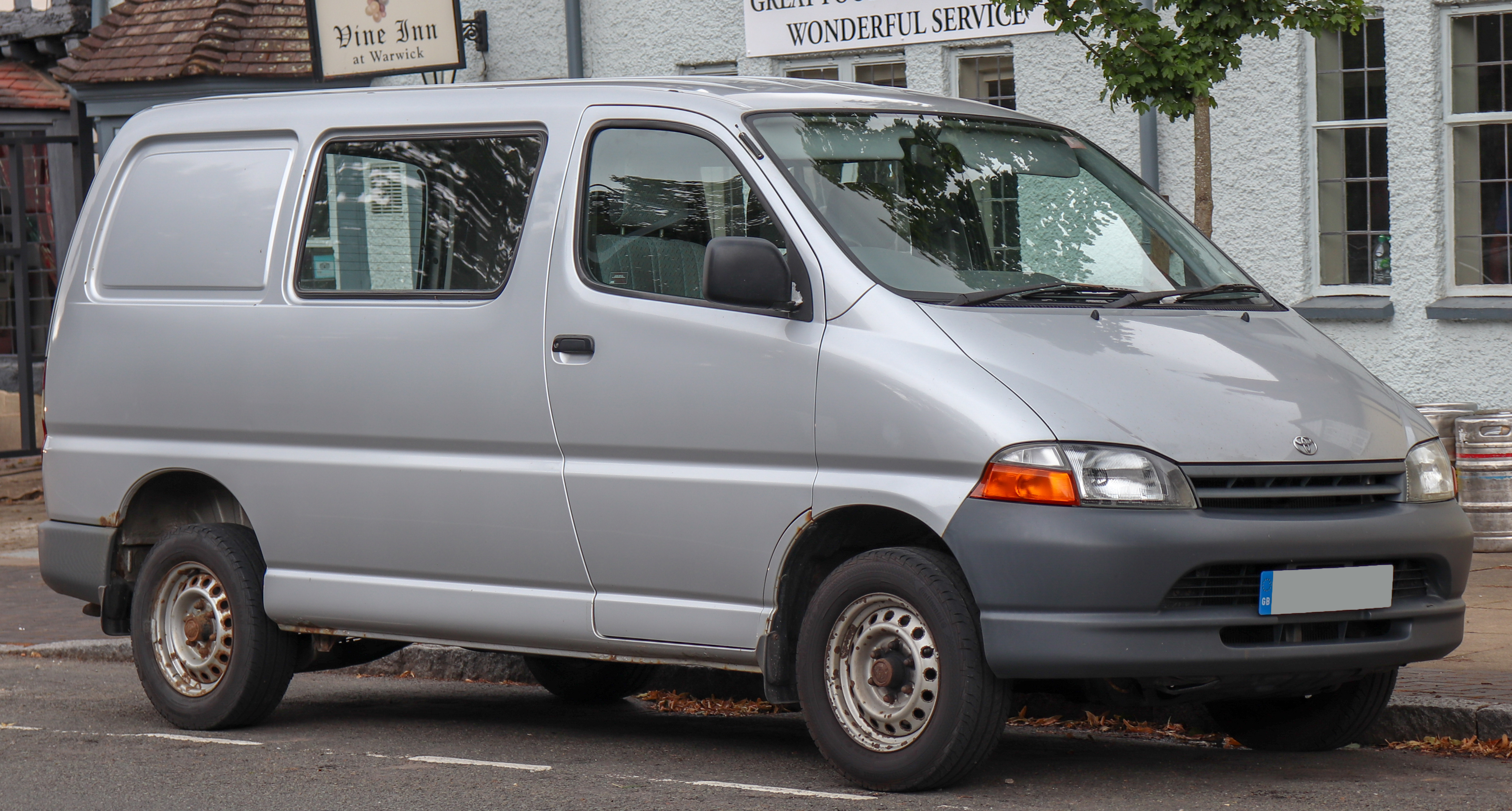
2001 Toyota HiAce Powervan GS SWB 2.4 (LXH12; Великобритания)
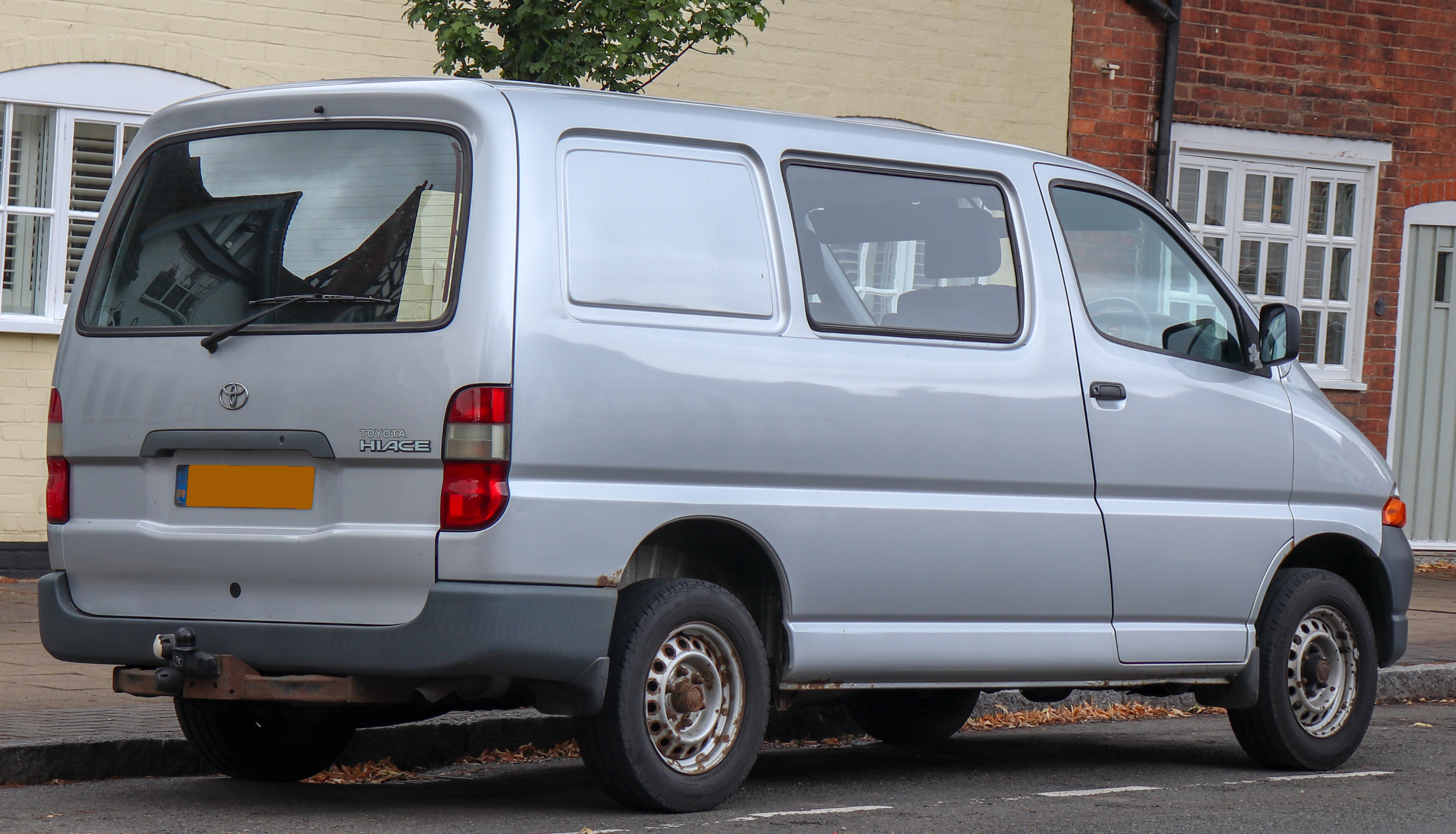
2001 Toyota HiAce Powervan GS SWB 2.4 (LXH12; Великобритания)
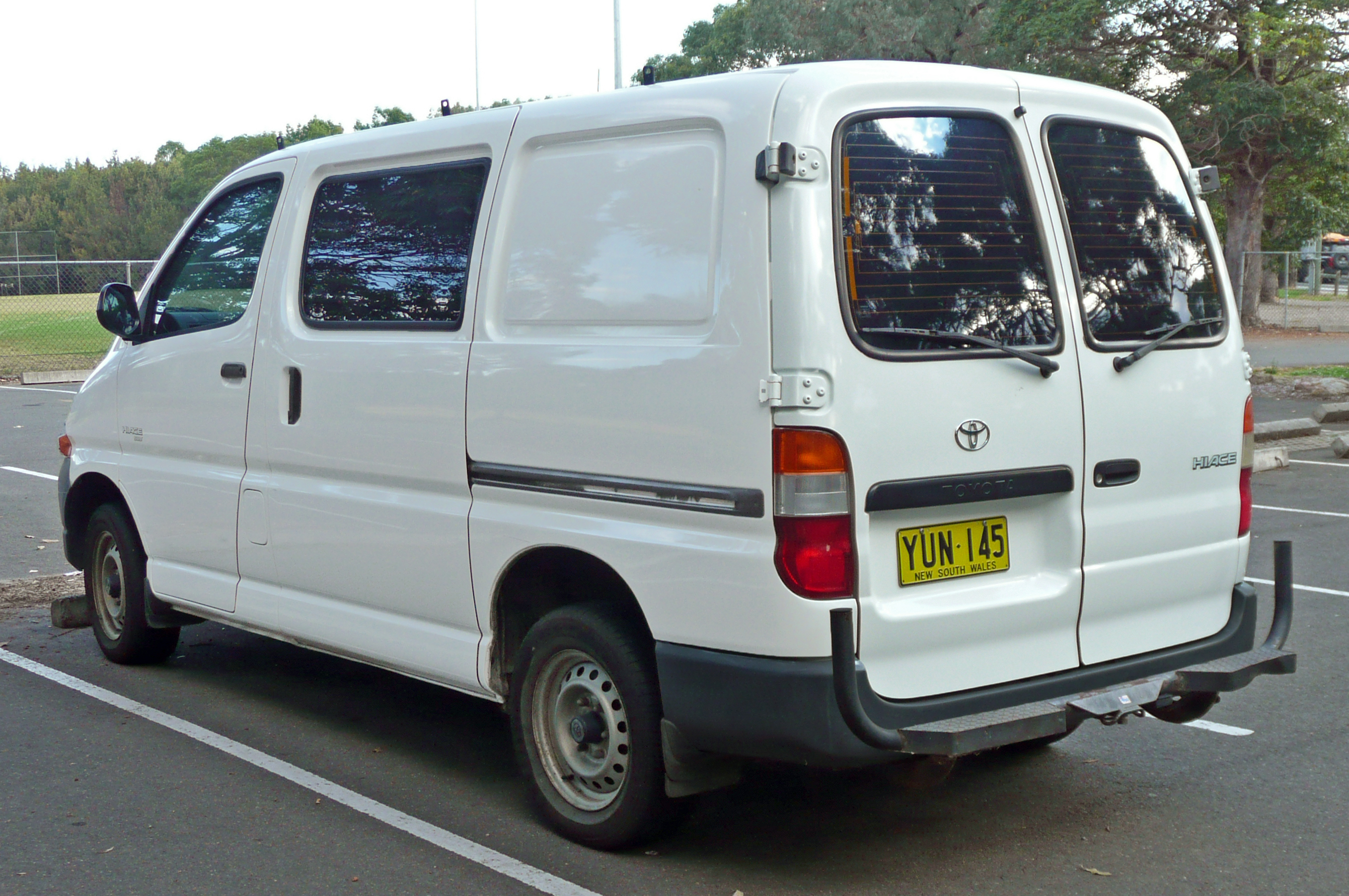
Toyota HiAce SBV (RCH12R; Австралия)
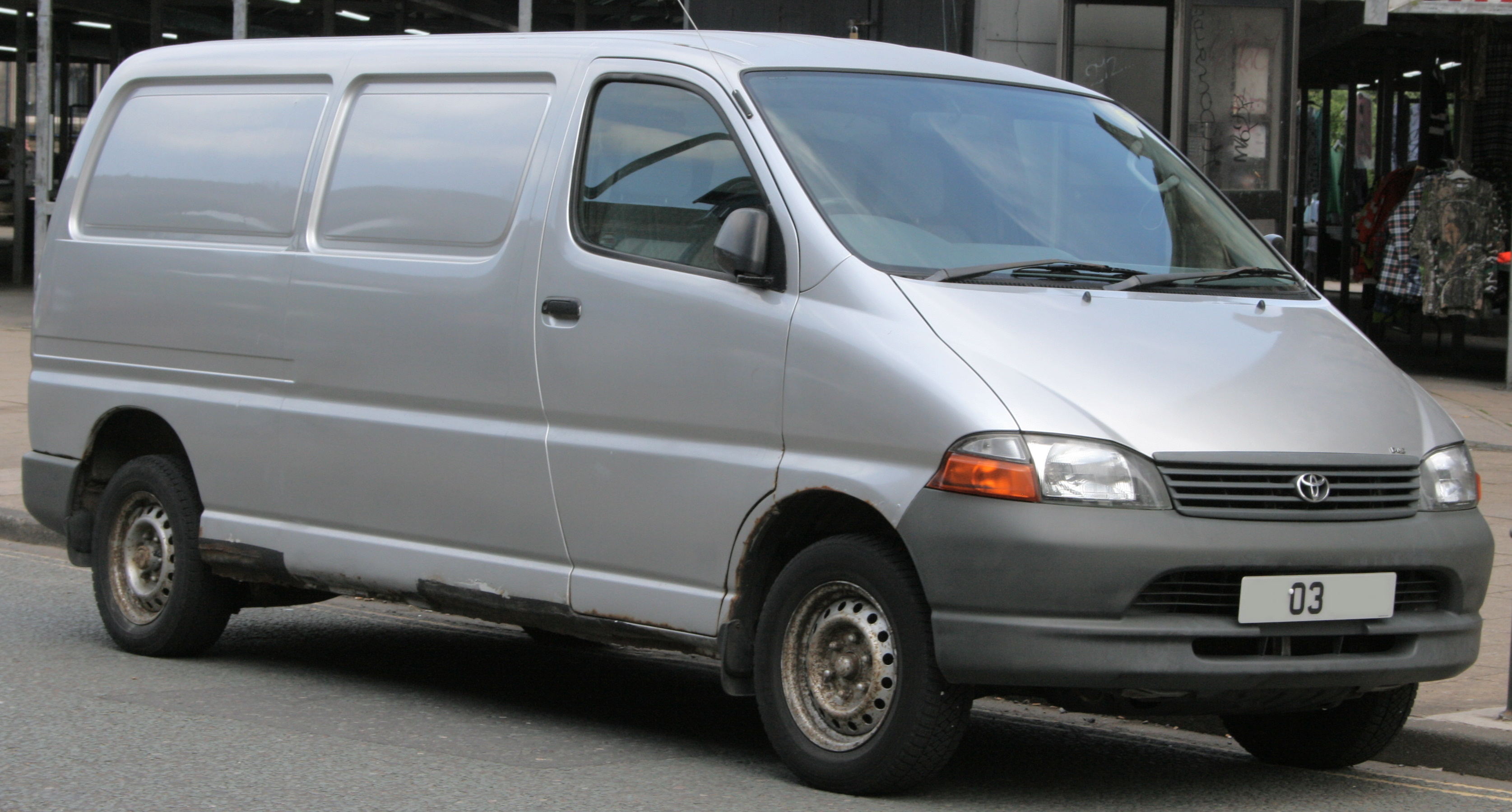
2003 Toyota HiAce LWB 2.5 (KLH22; Великобритания)
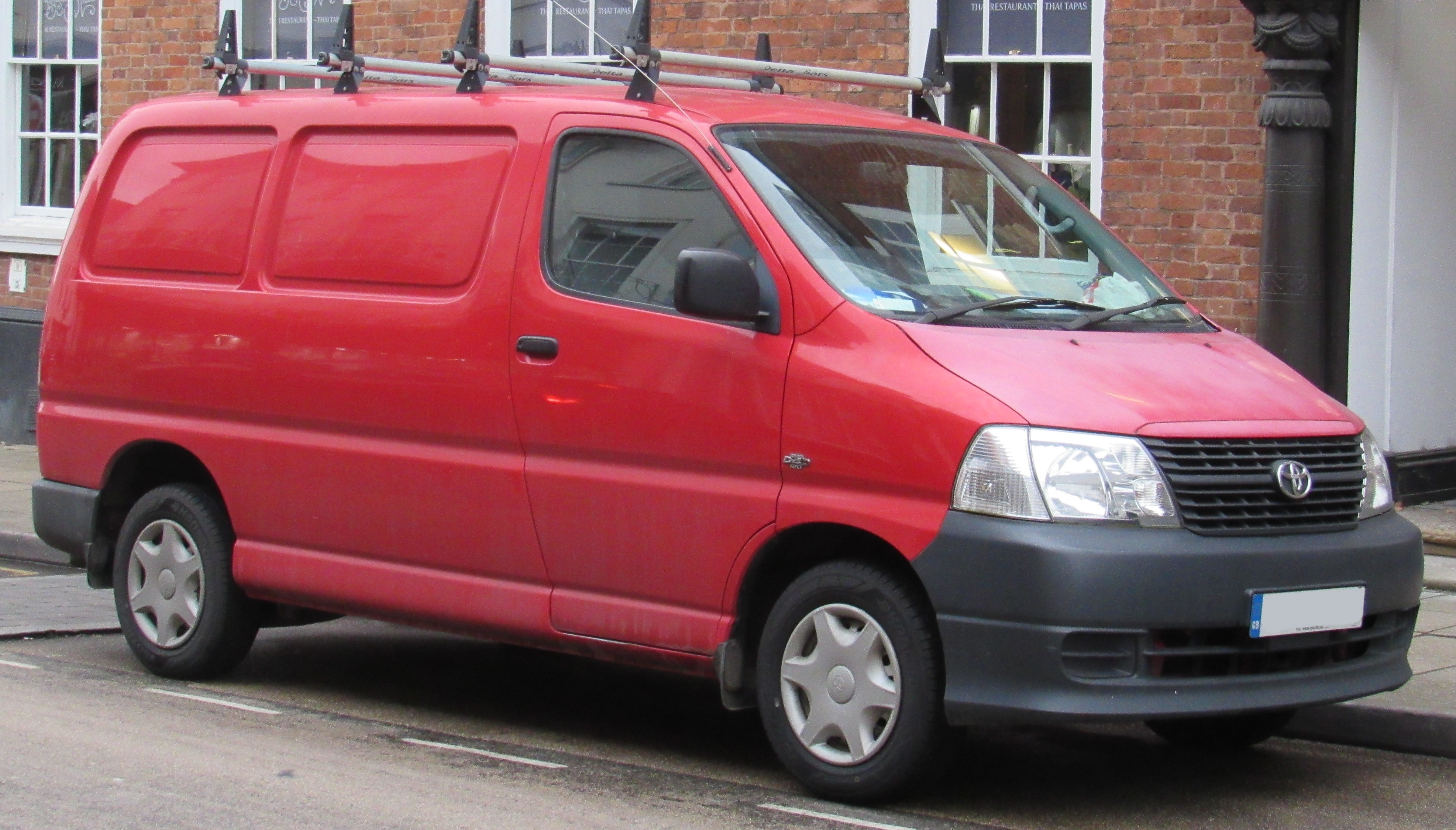
2007 HiAce Van SWB (KLH12; Великобритания)
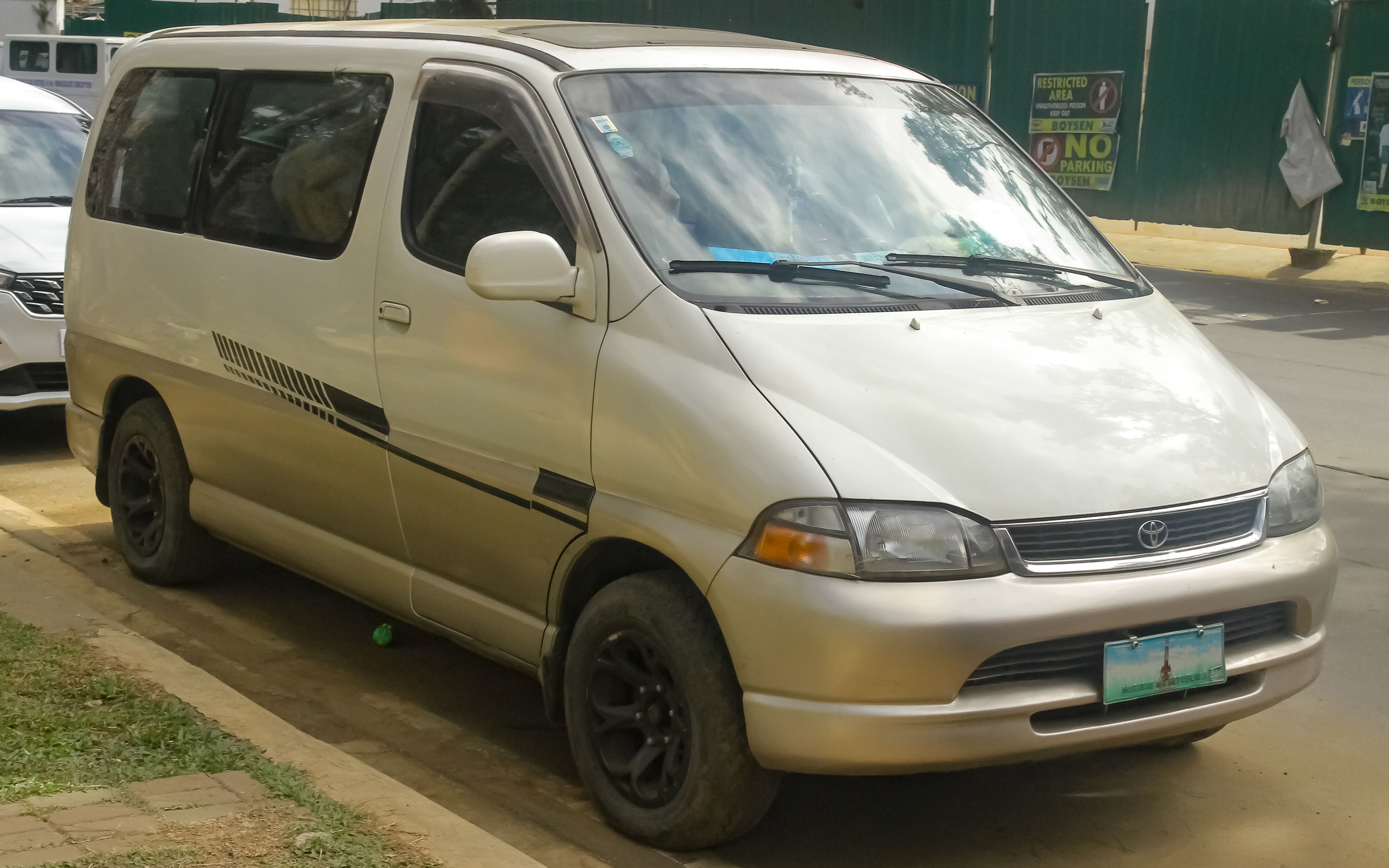
Toyota Granvia 3.0 G
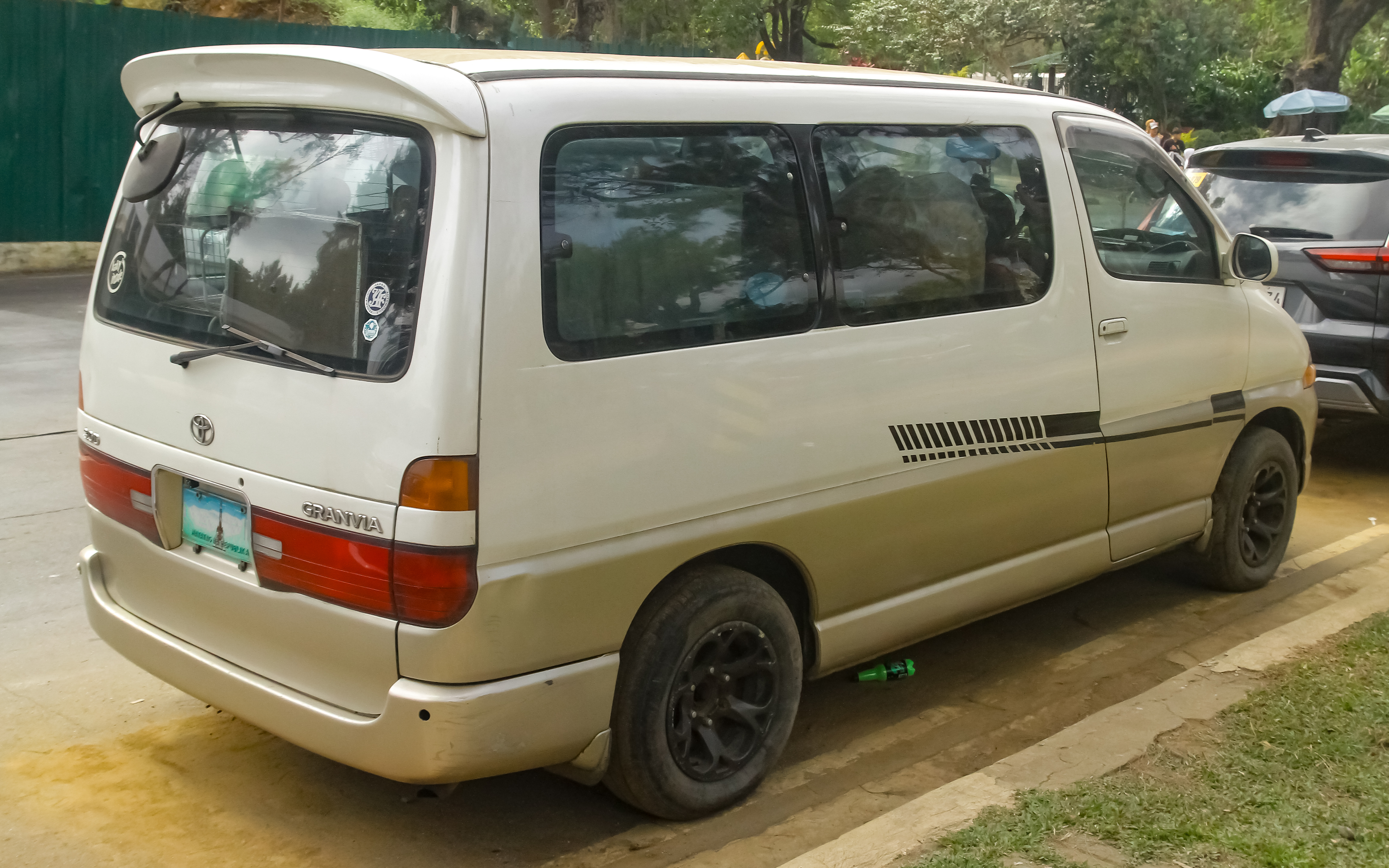
Toyota Granvia 3.0 G
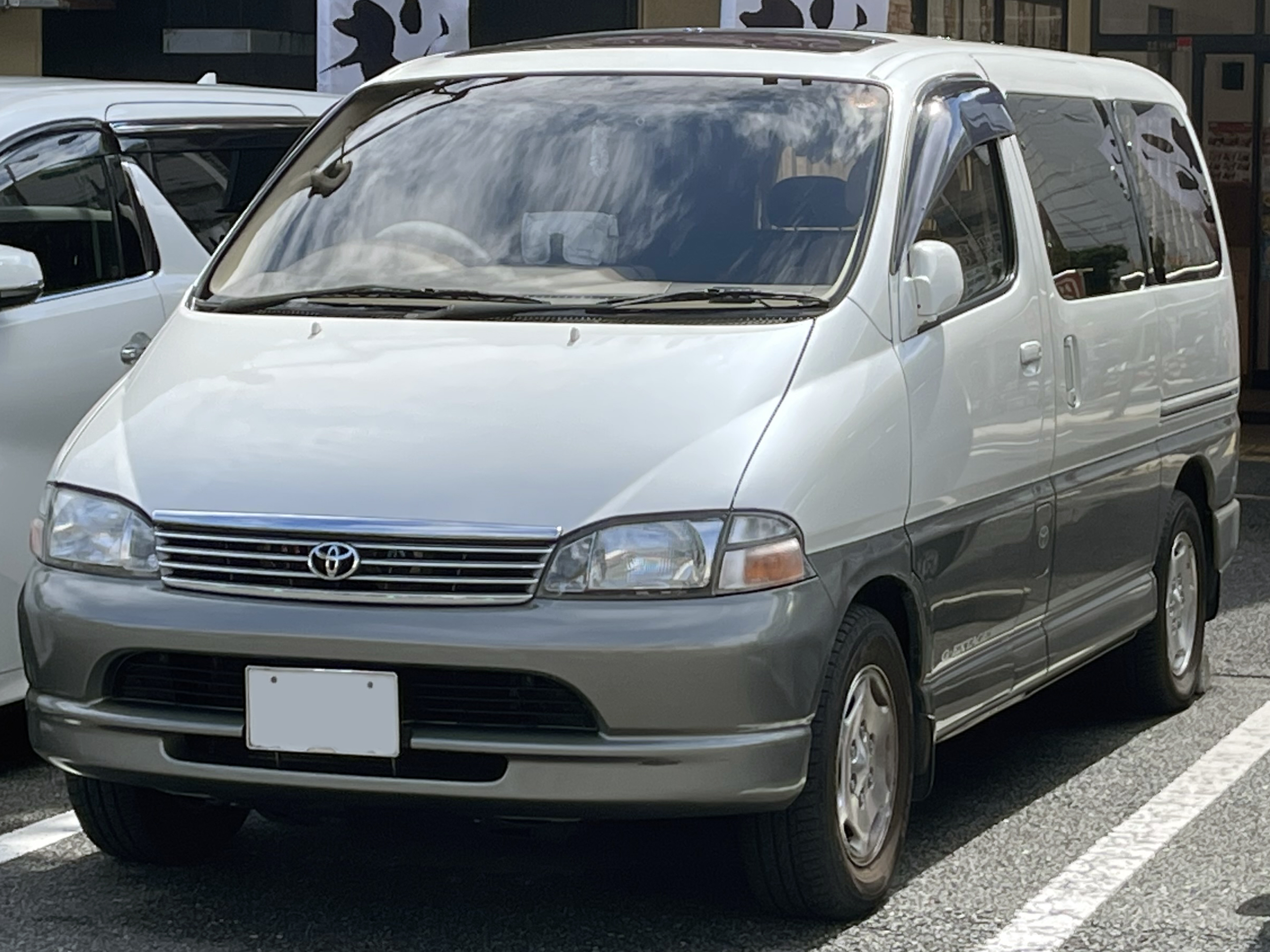
Toyota Granvia (VCH16W; Япония)
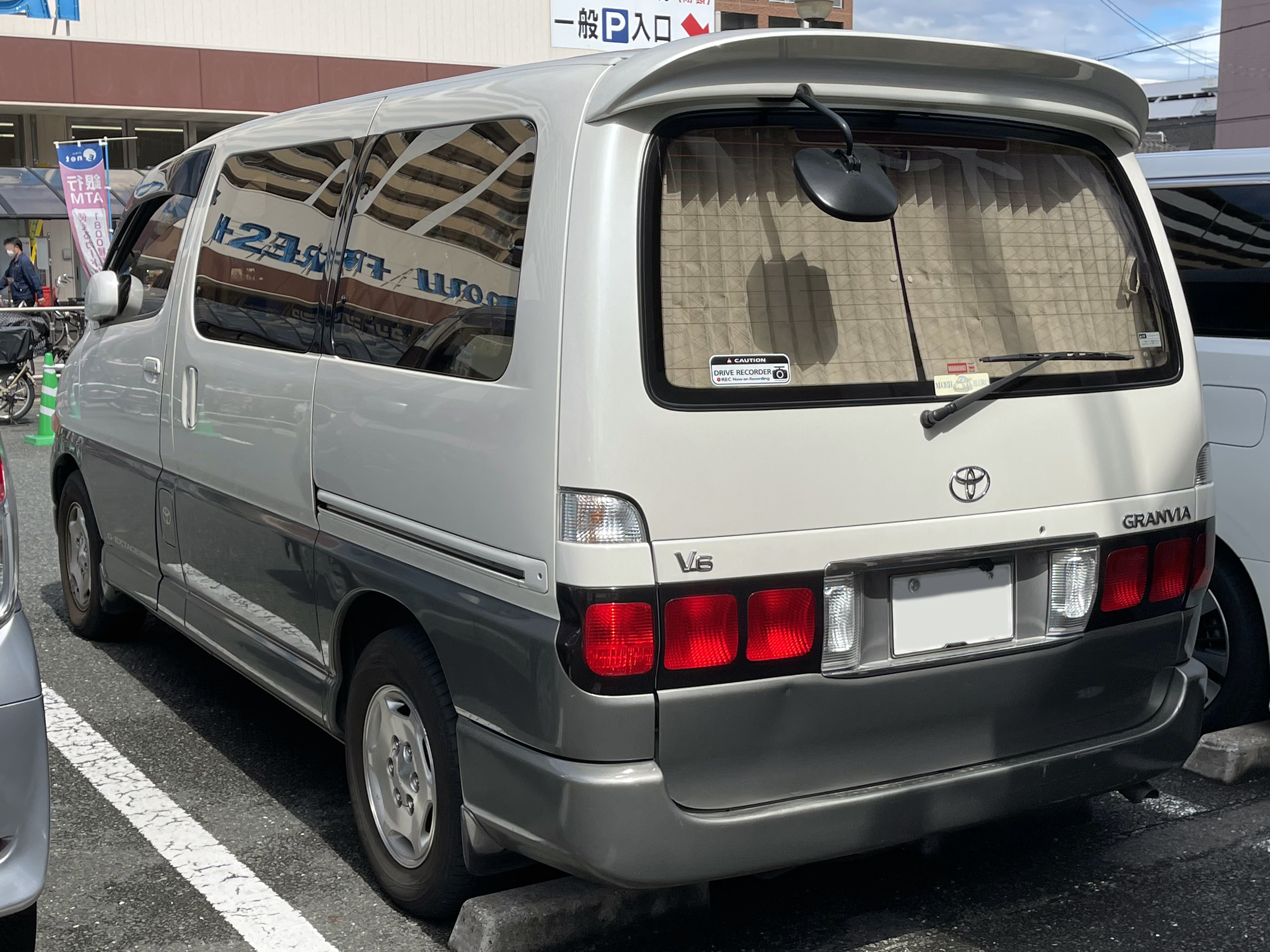
Toyota Granvia (VCH16W; Япония)
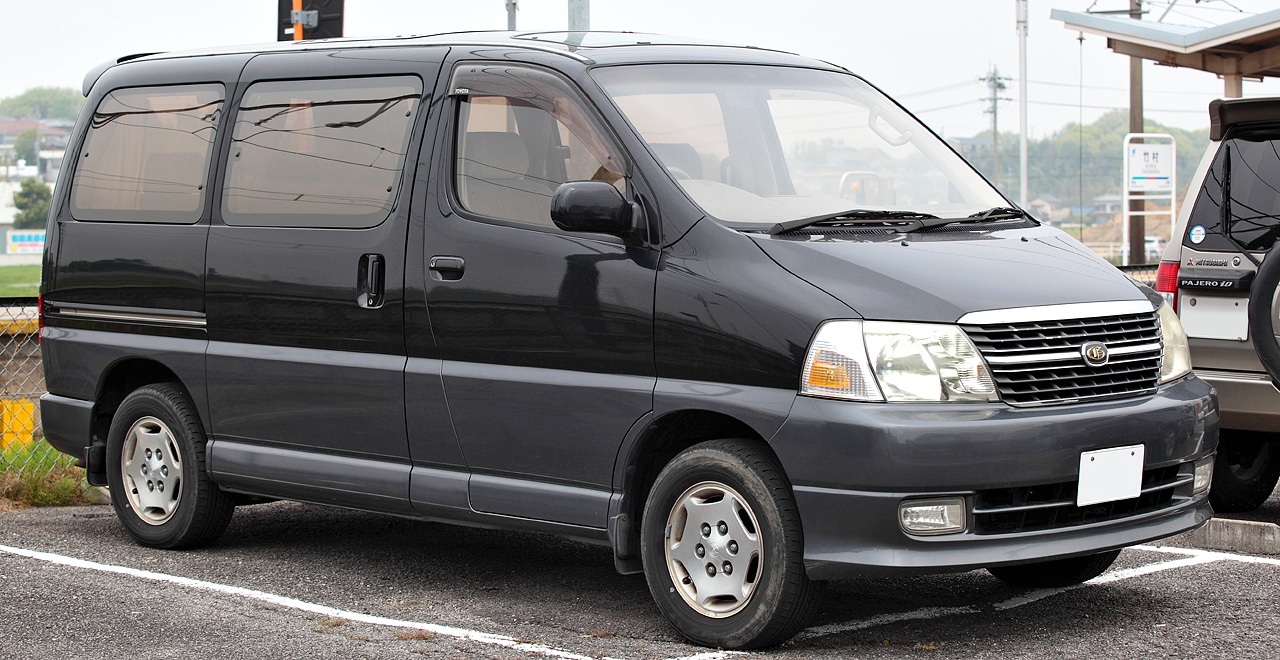
Toyota Granvia (Япония)
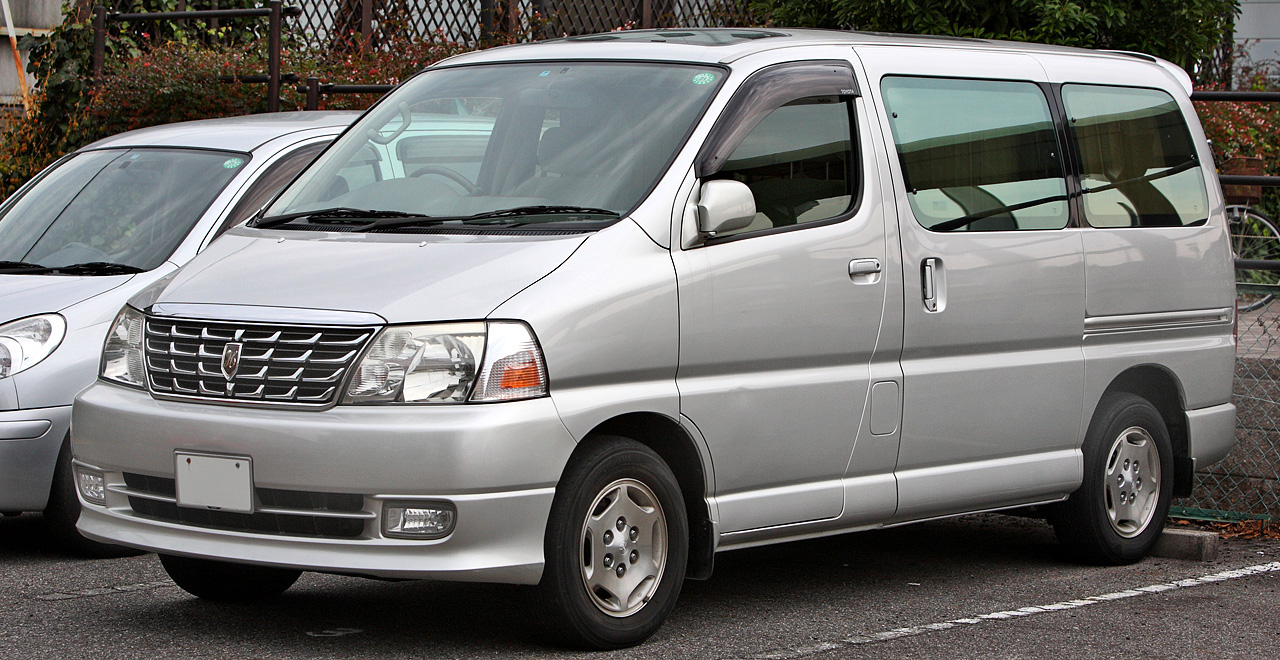
Toyota Grand HiAce (Япония)
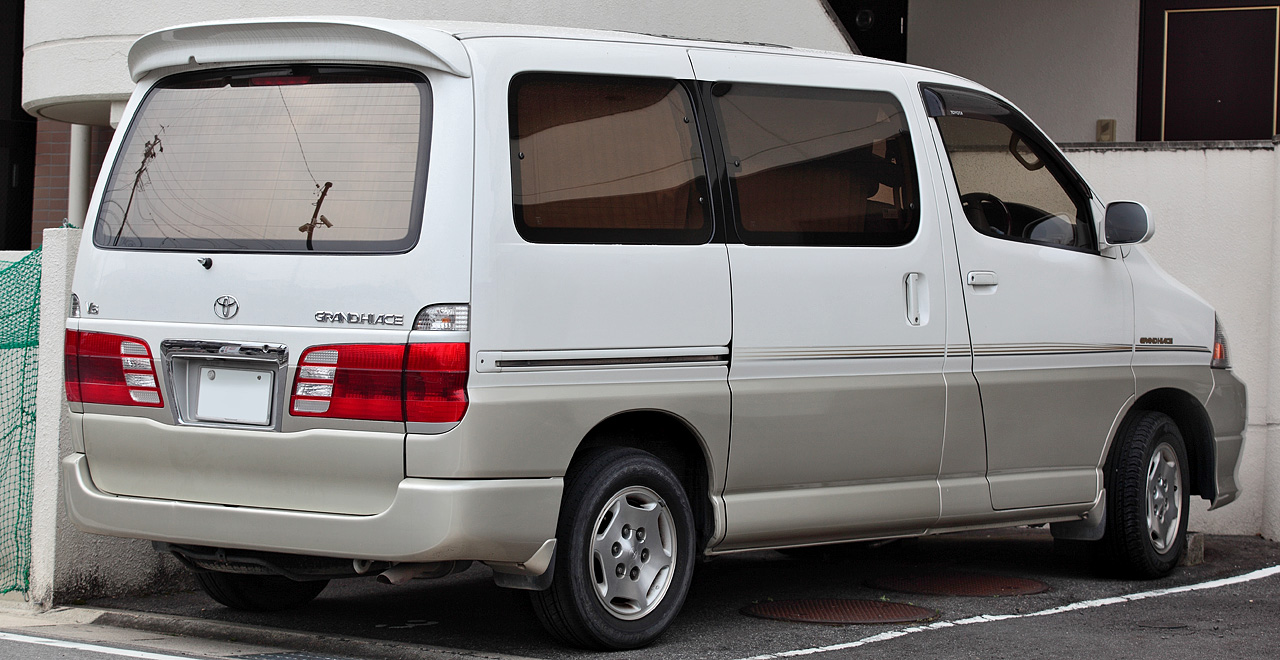
Toyota Granvia (VCH16W; Япония)
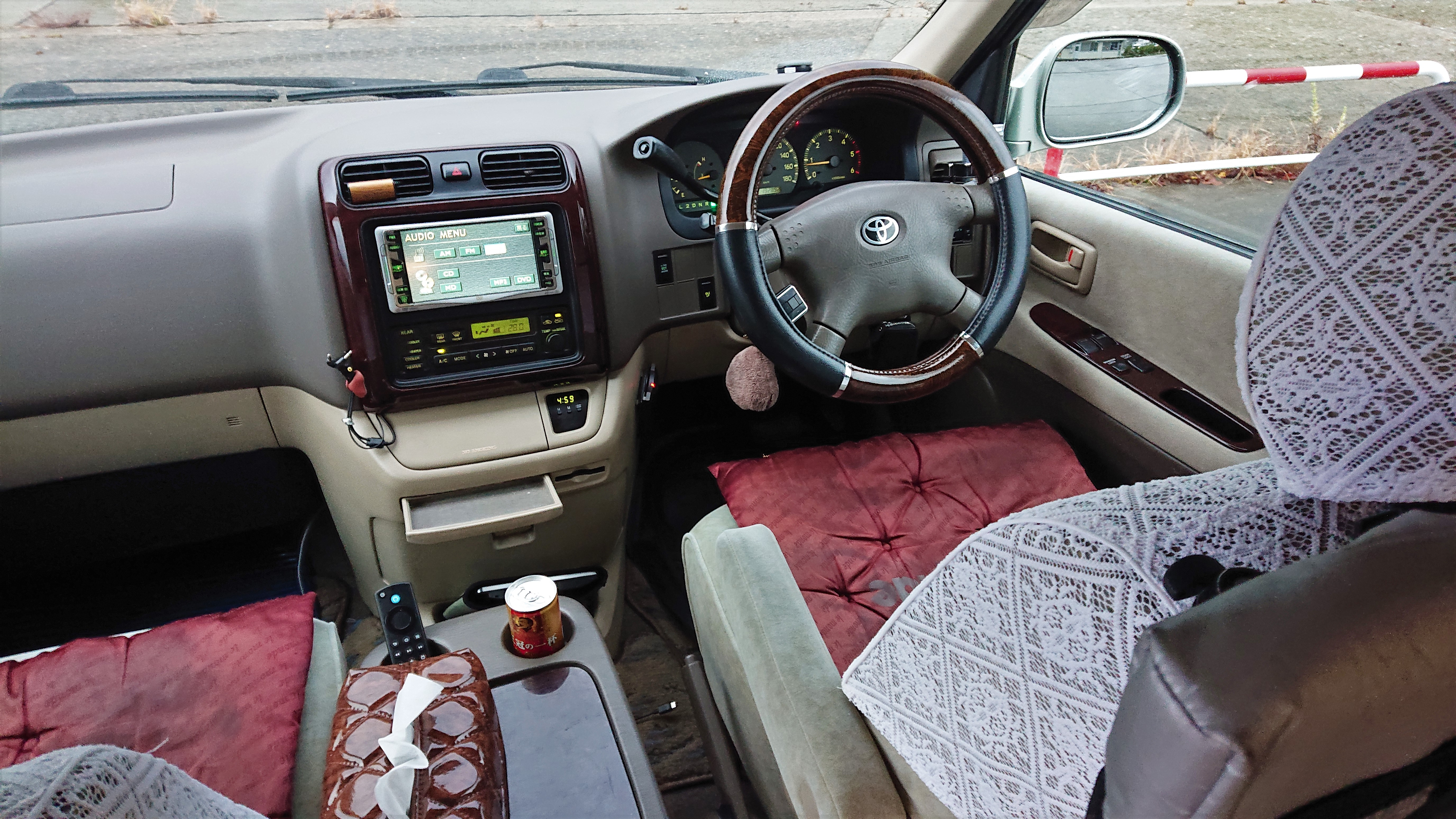
Интерьер
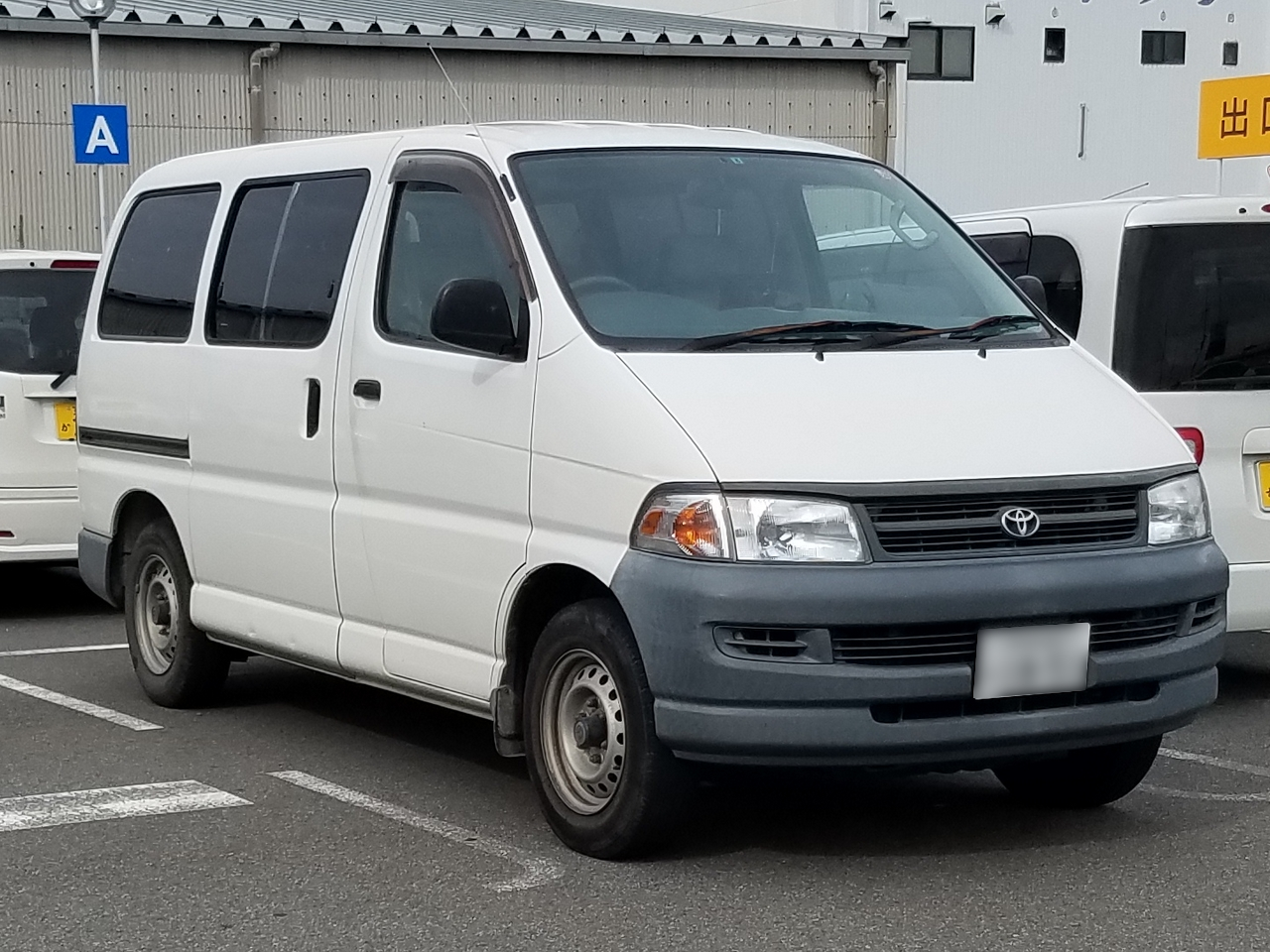
Toyota Regius Van (Япония)
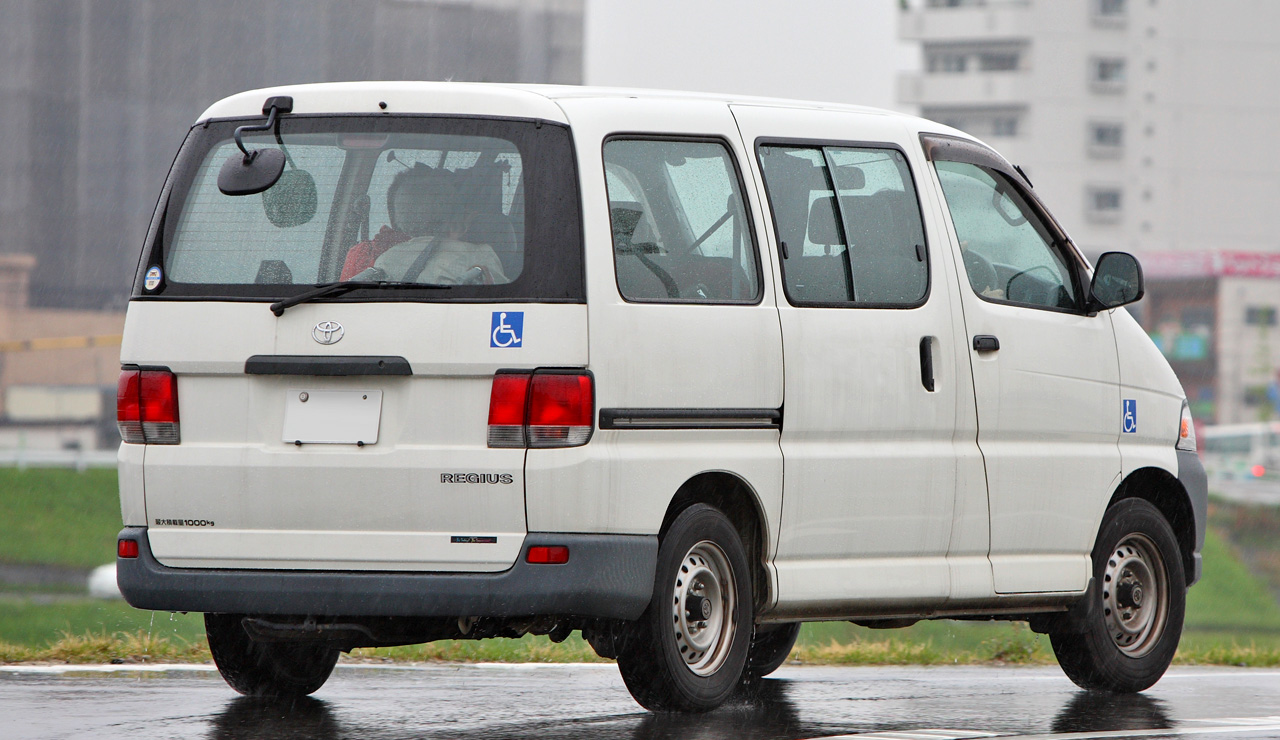
Toyota Regius Van (Япония)
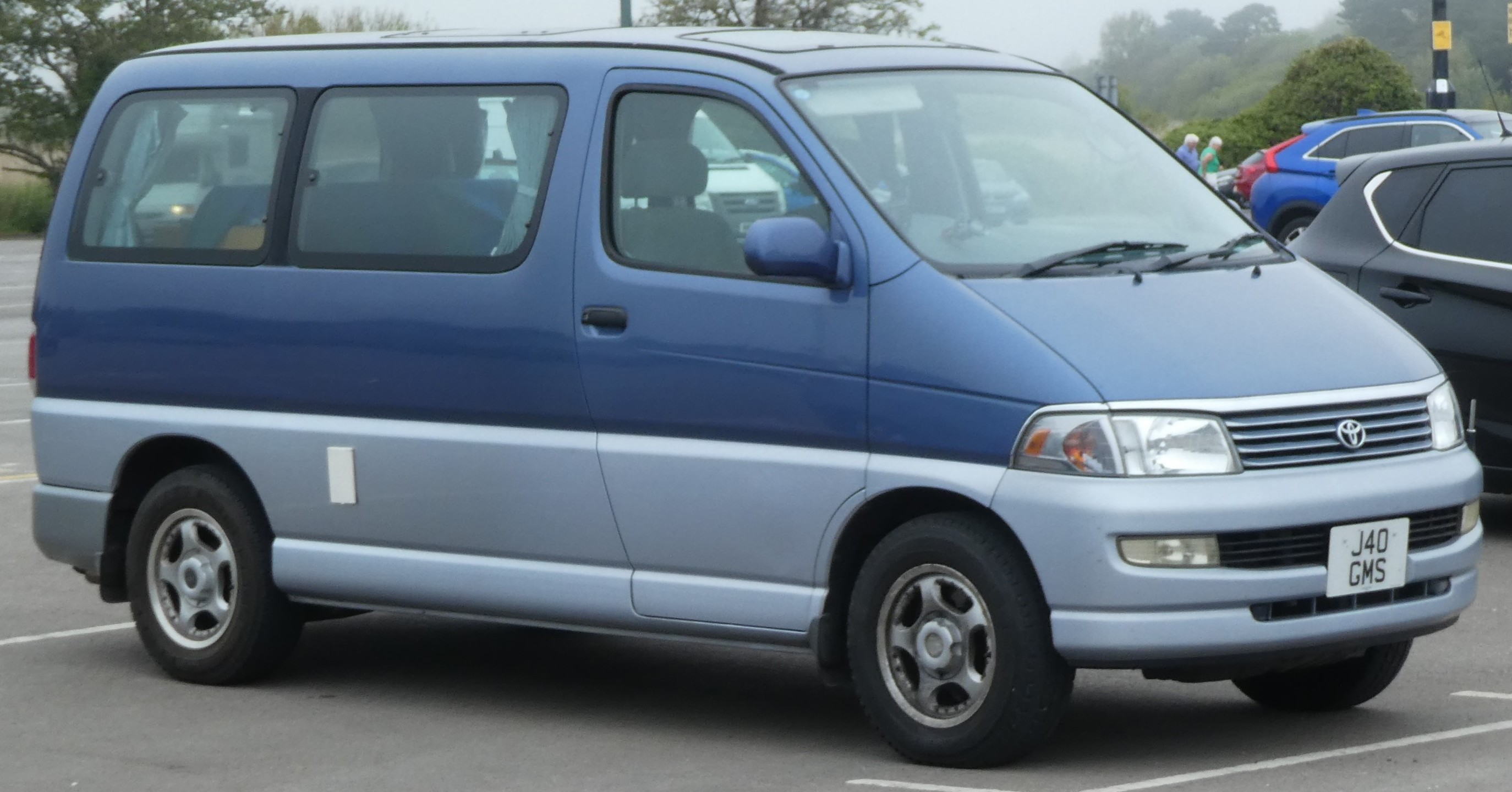
Toyota HiAce Regius (Япония)
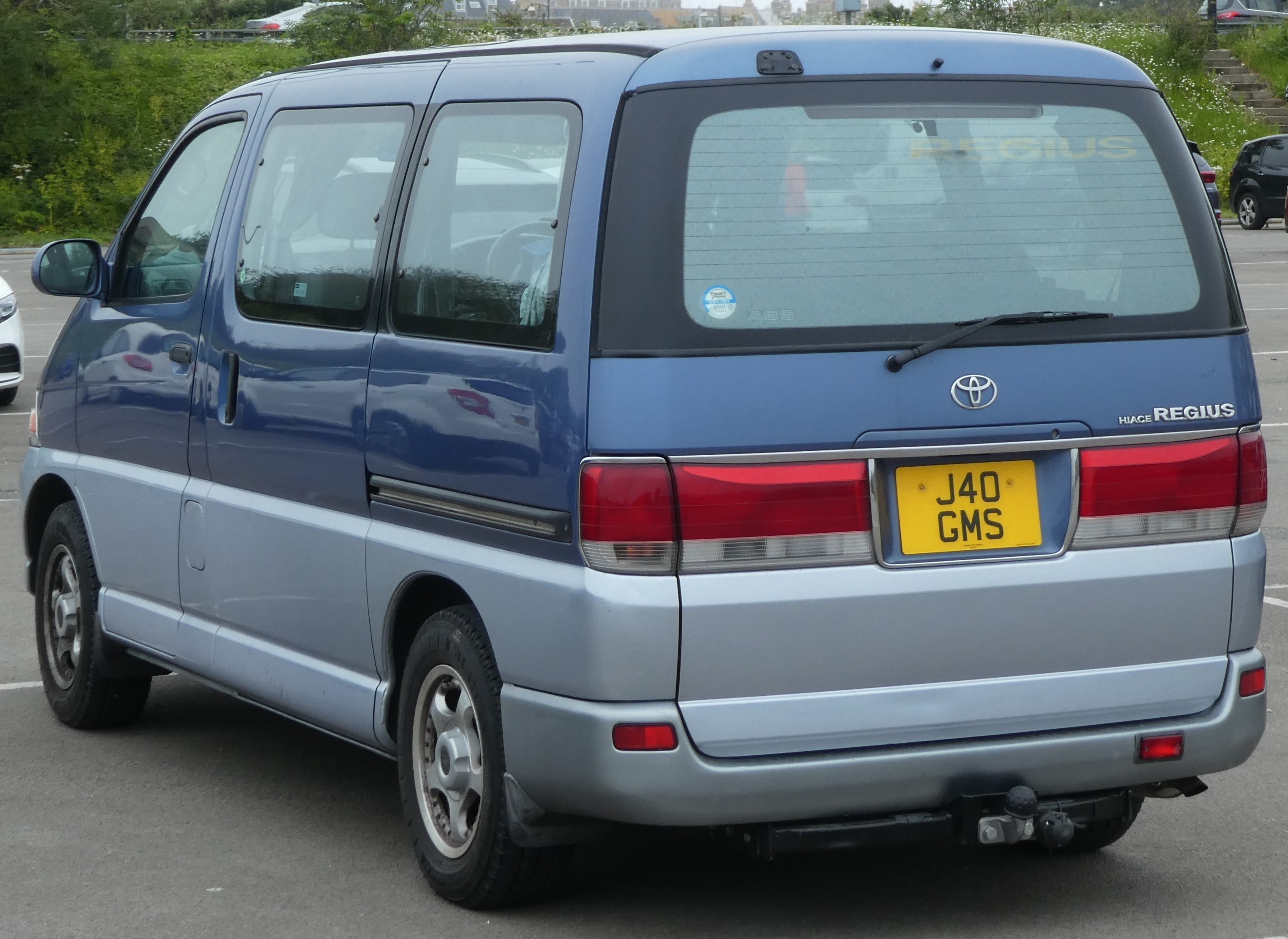
Toyota HiAce Regius (Япония)
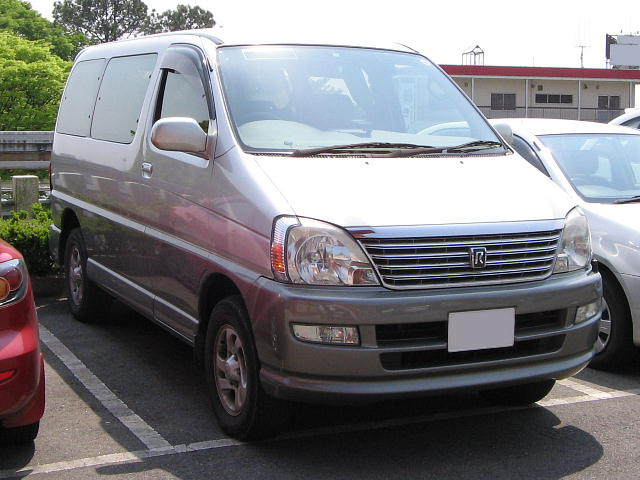
Toyota Regius (Япония)
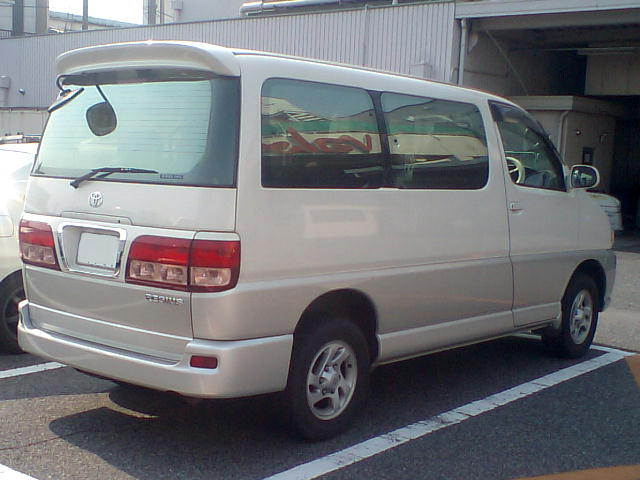
Toyota Regius (Япония)
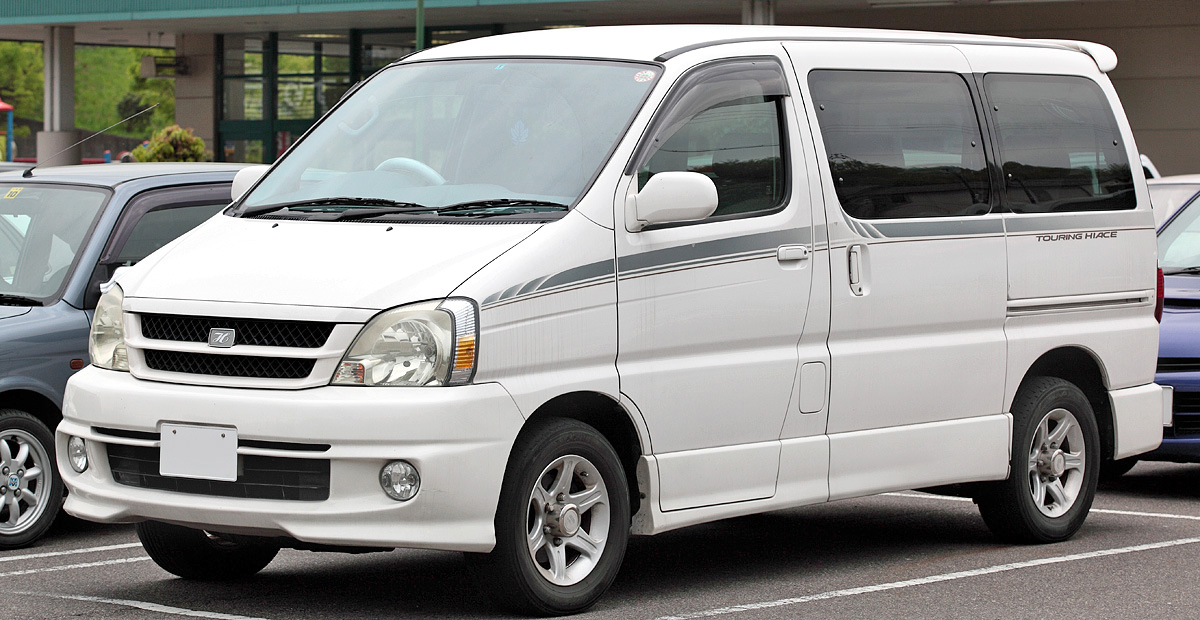
Toyota Touring Hiace (Япония)

## Пятое поколение (H200; 2004)
Пятое поколение HiAce было запущено в продажу 23 августа 2004 года в Японии. В модельный ряд входят микроавтобусы и фургоны с длинной колёсной базой и высокой крышей («Grand Cabin»). Рычаг переключения передач перемещён на приборную панель в целях облегчения передвижения по салону. Коробка передач — пятиступенчатая механическая или же четырёхступенчатая автоматическая.

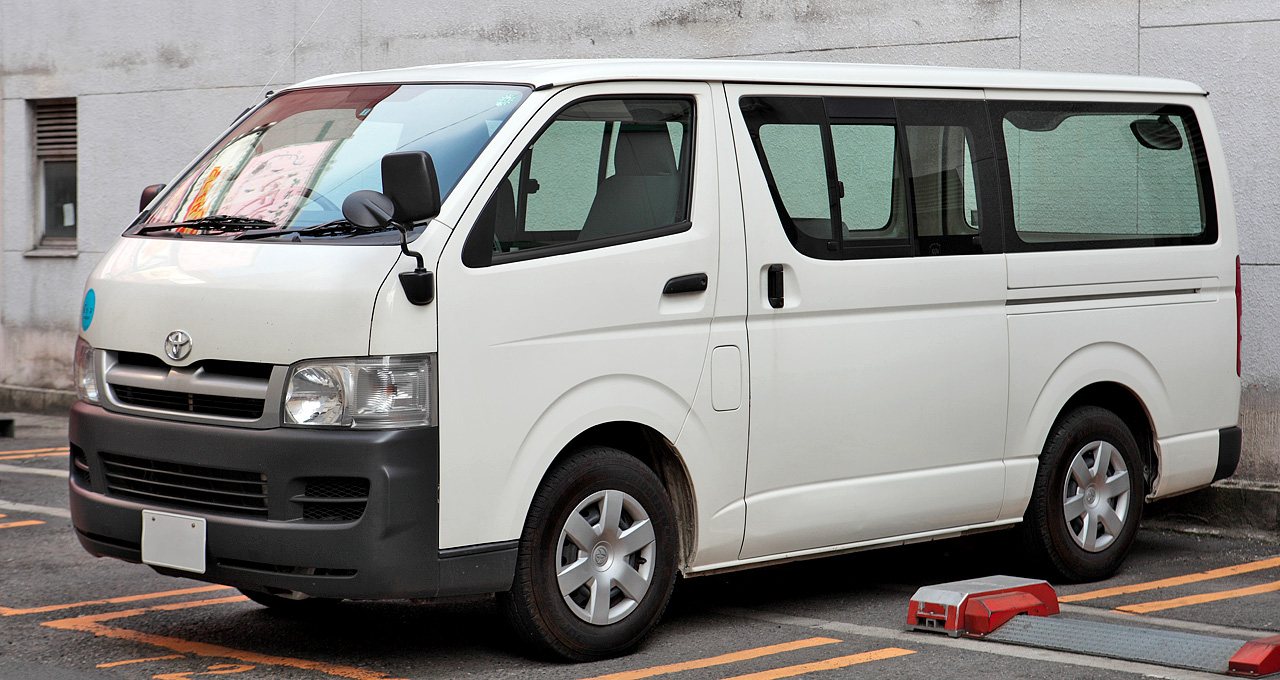
HiAce Long Van 2.0 DX (TRH200V; Япония)

Во многих моделях применяются четырёхцилиндровые двигатели DOHC в различных конфигурациях: бензиновый двигатель 1TR-FE объёмом 2000 см3 или 2TR-FE объёмом 2700 см3, или же турбодизельный двигатель D-4D 2KD-FTV объёмом 2500 см3 или же 1KD-FTV объёмом 3000 см3. В Малайзию фургоны поставлялись с 2,5-литровым турбодизельным или же 2,7-литровым бензиновым двигателем, а микроавтобусы — с 2,7-литровым бензиновым двигателем. По крайней мере, некоторые HiAce поставляются на экспортные рынки с дизельным двигателем 5L-E объёмом 3000 см3.
На японский рынок автомобили поставляются с интернет-сервисом Toyota GPS и автомобильной телематикой G-Book (опционально).
13 июня 2005 года продажи автомобилей Toyota HiAce пятого поколения были начаты на Филиппинах. На филиппинский рынок автомобили поставляются с 2,5-литровыми двигателями 2KD. Комплектации: Commuter (15 мест для сидения) и GL Grandia (13 мест для сидения). Коробка передач — пятиступенчатая механическая. В марте 2006 года начались поставки 11-местного микроавтобуса HiAce Super Grandia с четырёхступенчатой автоматической трансмиссией. В 2015 году в модельный ряд HiAce был добавлен 10-местный микроавтобус Super Grandia LXV на базе GL Grandia с автоматической трансмиссией, 15-дюймовыми легкосплавными колёсными дисками, обновлёнными задними сиденьями, увеличенной крышей (кемпер) и высококлассной аудиосистемой. С октября 2015 года автомобили Toyota HiAce на филиппинском рынке оснащаются 3,0-литровым турбодизельным двигателем 1KD. Комплектации GL Grandia и Super Grandia LXV продавались до апреля 2019 года, а комплектация Super Grandia — до августа того же года. Модель 3.0 Commuter до сих пор продаётся параллельно с моделью H300. В мае 2020 года была представлена модель 3.0 Cargo.
Турбодизельные двигатели KD объёмом 2,5—3,0 л развивают максимальную выходную мощность 80—106 кВт (107—144 л. с.) при 3400 об/мин и крутящий момент 260—300 Н⋅м при 1200—3000 об/мин. Бензиновые двигатели TR объёмом 2,0—2,7 л  развивают максимальную мощность 100—117 кВт (136—160 л. с.) при 5200—5600 об/мин и крутящий момент 182—243 Н⋅м при 4000 об/мин. С ноября 2017 года автомобили HiAce Van и RegiusAce поставляются на японский домашний рынок с 2,8-литровым двигателем 1GD-FTV мощностью 111 кВт (151 л. с.) при 3600 об/мин и крутящим моментом 300 Н⋅м при 1000—3400 об/мин (вместо 1KD-FTV). Коробка передач — шестиступенчатая автоматическая. В феврале 2021 года в Индии компания Toyota представила импортную модель CBU с тем же 2,8-литровым двигателем и той же шестиступенчатой автоматической трансмиссией. Двигатель 5L-E, применявшийся в автомобилях на рынке Мьянмы, развивает мощность 68 кВт (91 л. с.) при 4000 об/мин и крутящий момент 197 Н⋅м при 2400 об/мин.
В апреле 2022 года в Индонезии 2,5-литровый двигатель Euro 2 2KD-FTV был заменён 3,0-литровым 1KD-FTV. Номинальная мощность составляет 100 кВт (136 л. с.) при 3400 об/мин, а крутящий момент — 300 Н⋅м при 1200—2400 об/мин.

В настоящее время автомобили Toyota HiAce пятого поколения продаются на некоторых рынках, в том числе в Японии, на Филиппинах, в Пакистане, Малайзии, ЮАР, Бангладеш, Шри-Ланке, Индонезии, Египте и Кувейте. В 2020 году на Филиппинах был представлен пригородный автобус Hiace Cargo, у которого убраны задние сиденья, но сохранены задние кондиционеры и задние стёкла.

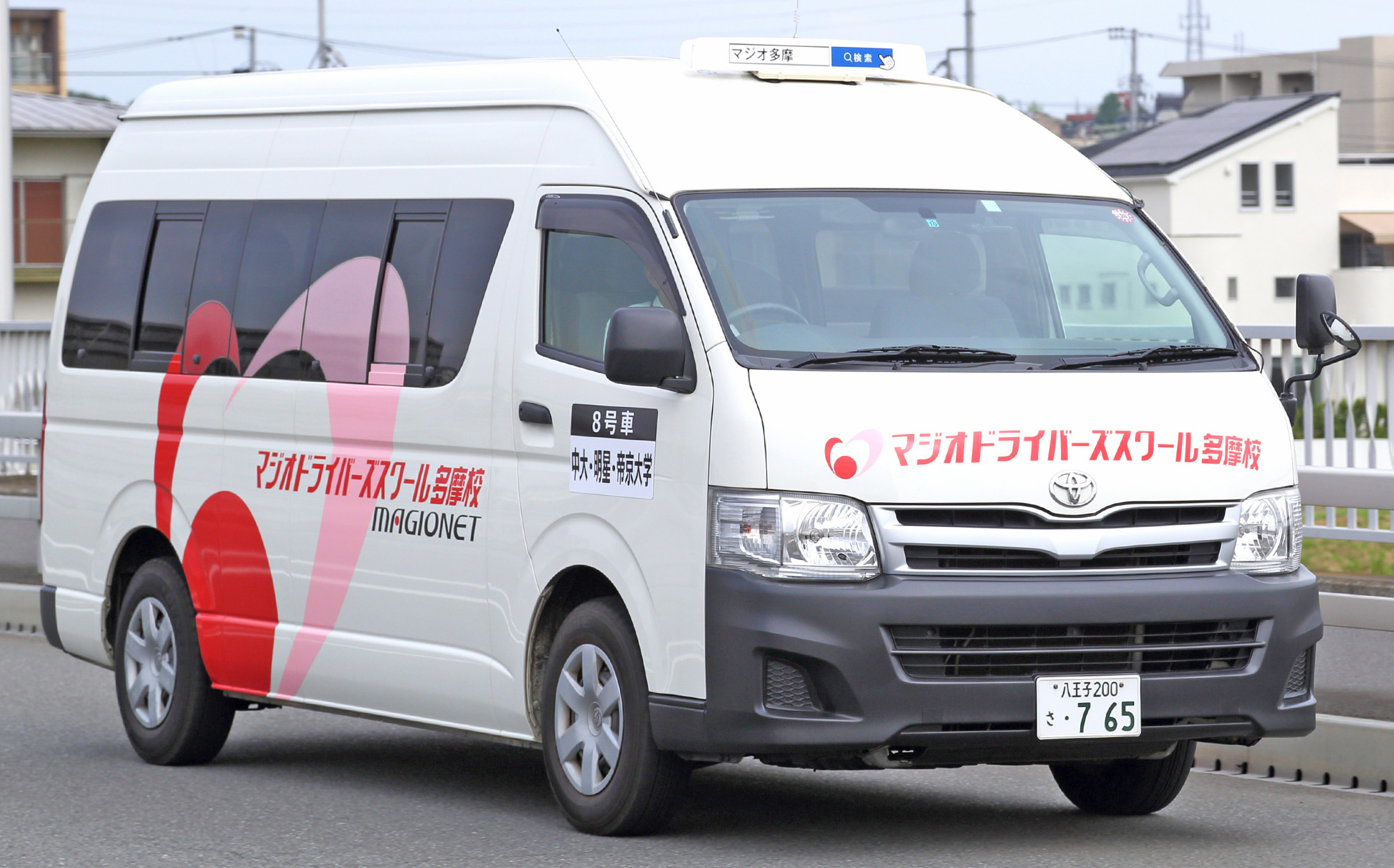
HiAce Commuter с высокой крышей (Япония)
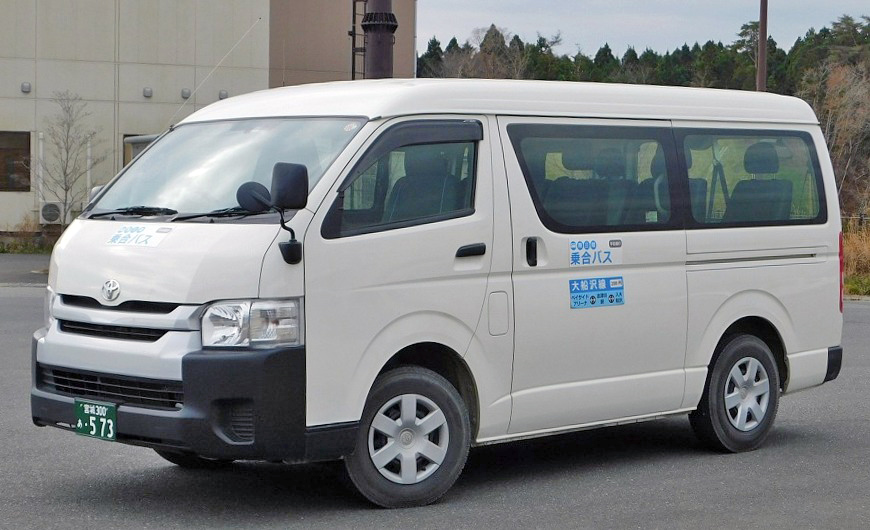
HiAce Commuter с полувысокой крышей (Япония)
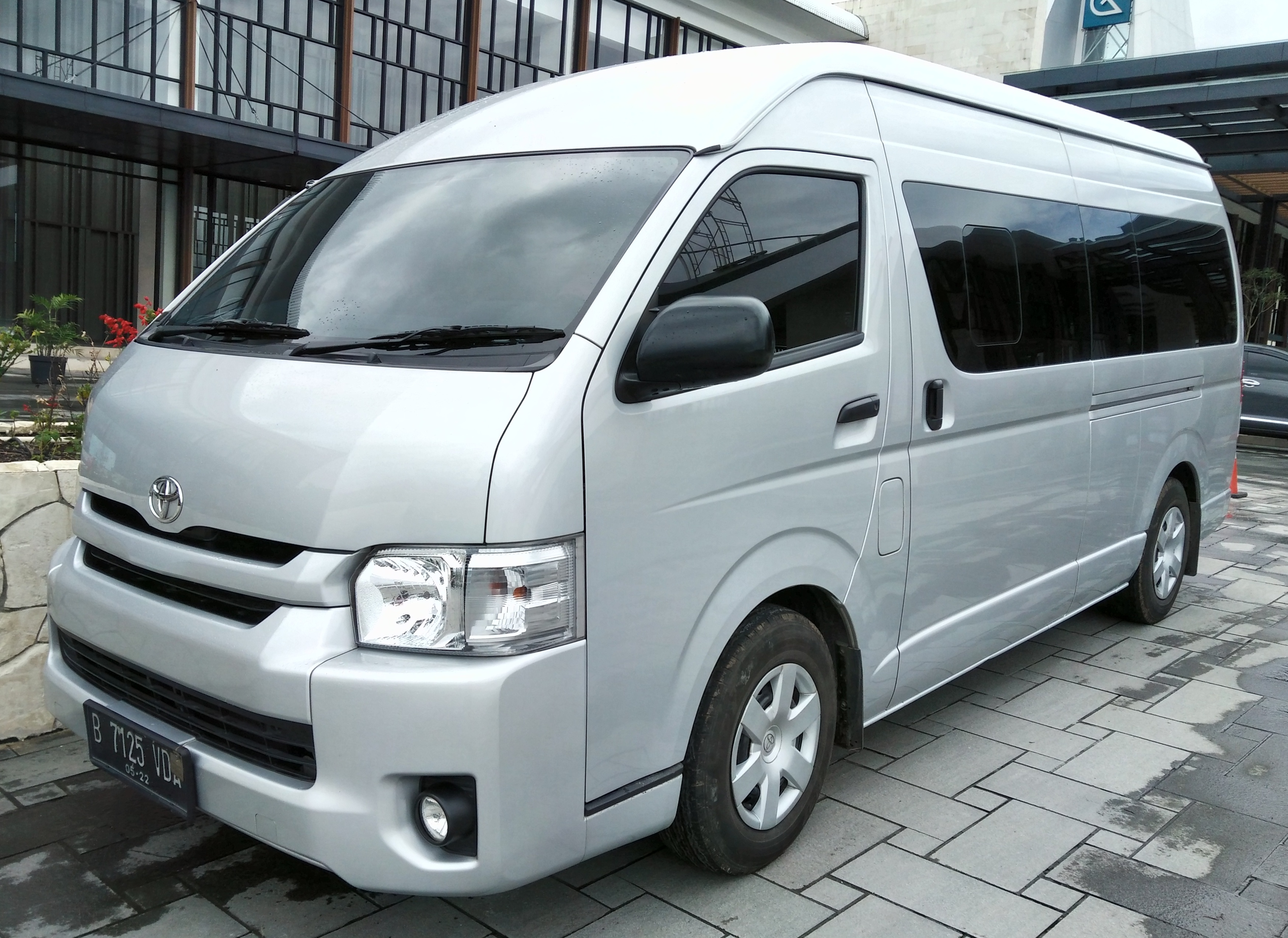
HiAce Commuter с высокой крышей (Япония)
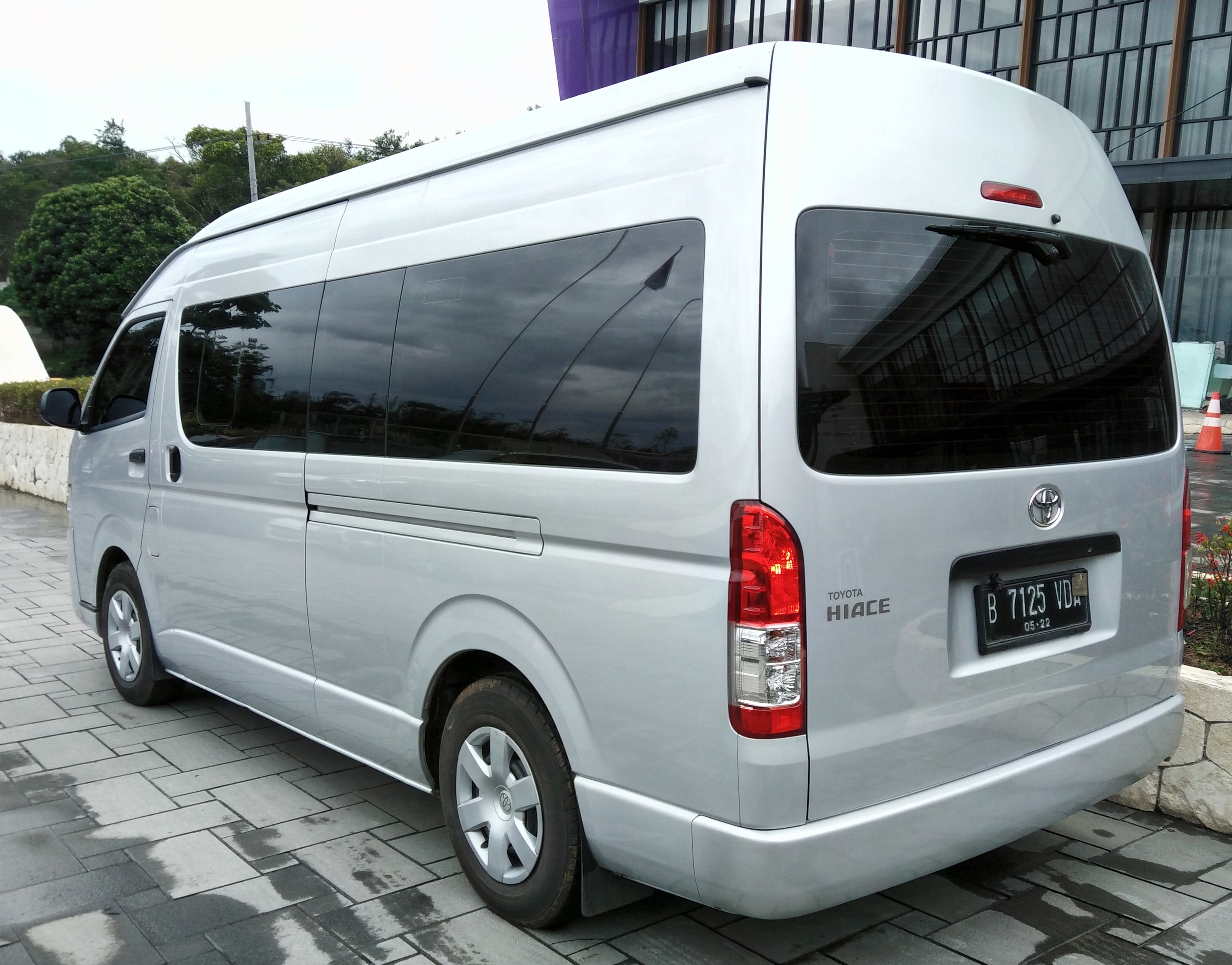
HiAce Commuter с высокой крышей (Япония)

### RegiusAce
Второе поколение RegiusAce дебютировало в ноябре 2005 года. Коробка передач — пятиступенчатая механическая или же четырёхступенчатая автоматическая. Рычаг переключения передач встроен в приборную панель в целях обеспечения доступа сидящим рядом с водителем пассажирам к задней части автомобиля изнутри. В 2020 году автомобили были сняты с производства в связи с интеграцией всех автосалонов Toyota по всей Японии.

### Mazda Bongo Brawny

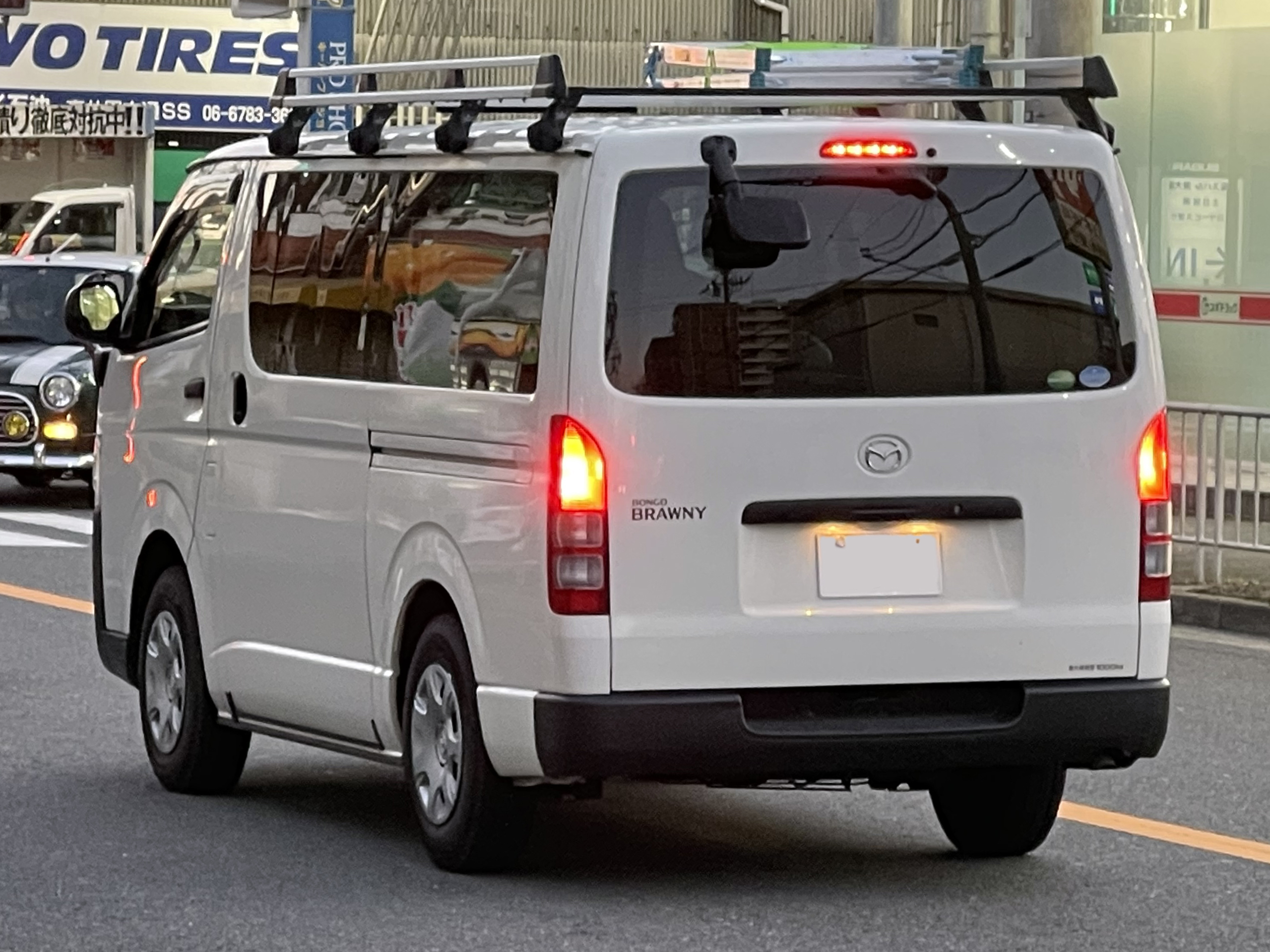
Mazda Bongo Brawny

В 2019 году компания Mazda представила ребеджинговую версию H200, получившую название Bongo Brawny. Комплектации: DX и GL.
В стандартную комплектацию Brawny входит пакет предотвращения столкновений с системой предупреждения о лобовом столкновении с автоматическим торможением, автоматическим дальним светом и предупреждением о выезде с полосы движения.

## Шестое поколение (H300; 2019)

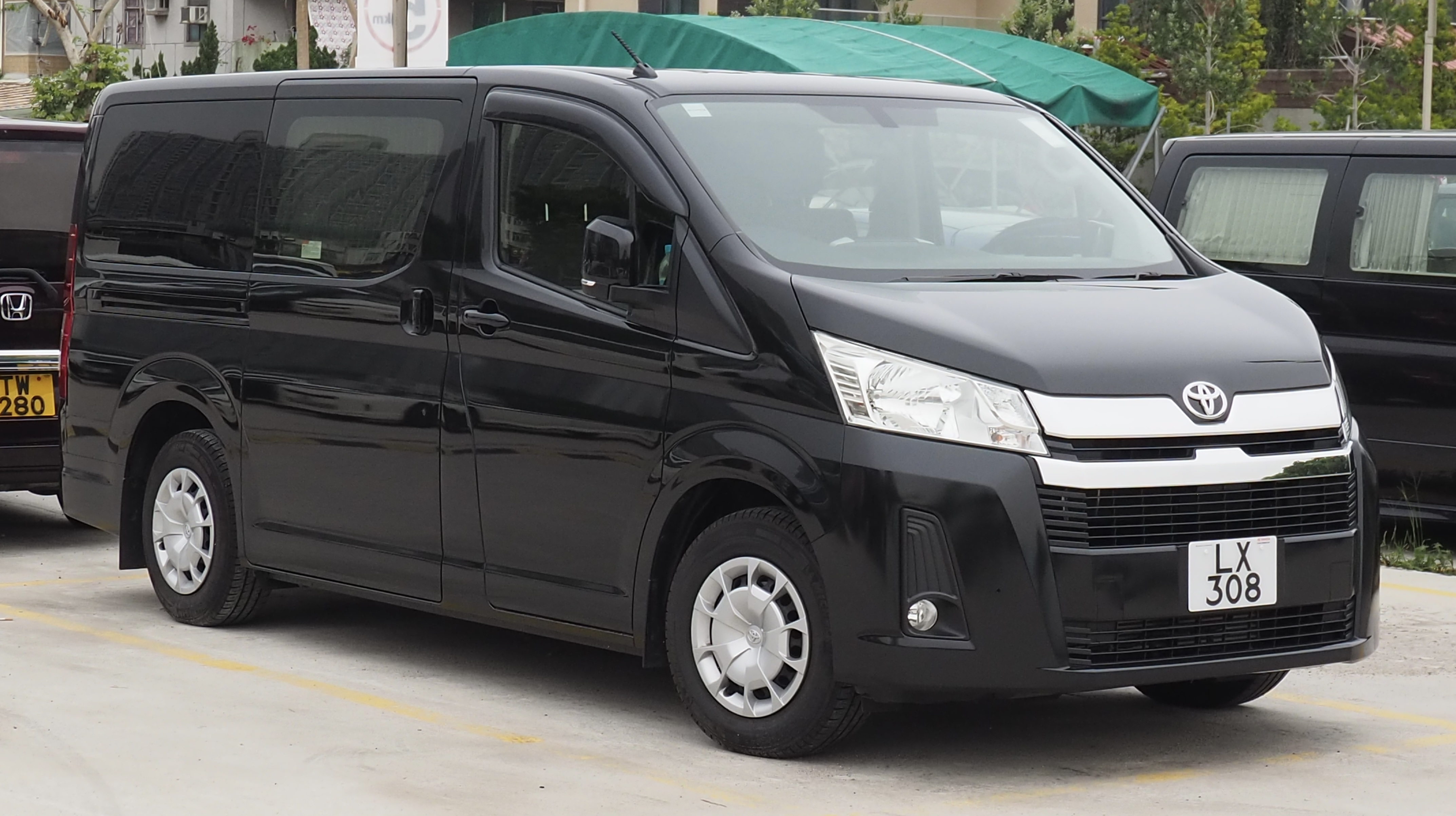
Вид спереди

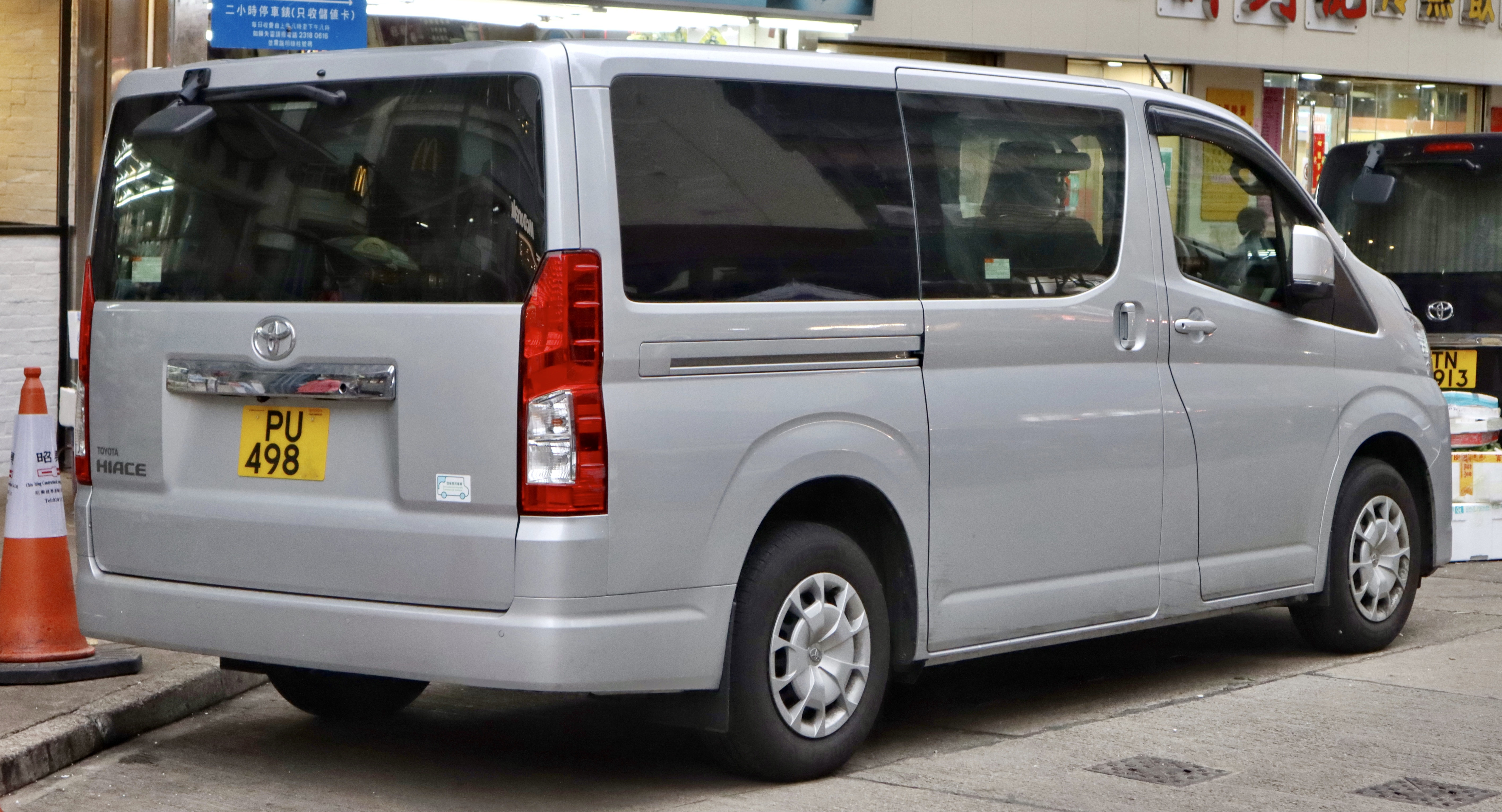
Вид сзади

Автомобили Toyota HiAce шестого поколения были запущены в продажу 18 февраля 2019 года на Филиппинах. В отличие от предыдущих поколений, автомобили имеют капотную компоновку. Разработкой автомобилей руководил главный инженер Toyota Такуо Исикава.
HiAce H300 оснащается рядным четырёхцилиндровым дизельным двигателем 1GD-FTV объёмом 2,8 л с турбонаддувом или же атмосферным бензиновым двигателем 7GR-FKS V6 объёмом 3,5 л.

### Австралия
Продажи Toyota HiAce H300 в Австралии начались 28 мая 2019 года. Комплектации: LWB Van, LWB Crew Van, SLWB Van, SLWB Commuter и SLWB Commuter GL. Версии LWB и SLWB оснащены 3,5-литровым двигателем V6. Шестиступенчатая механическая трансмиссия применяется только в версии LWB Van.

### Индонезия
В Индонезии автомобили Toyota HiAce H300 продаются под названием HiAce Premio. Впервые H300 был представлен в июле 2019 года на 27-м Международном автосалоне (Gaikindo Indonesia).

### Филиппины
На Филиппинах Toyota HiAce H300 продаётся в 5 комплектациях: Commuter Deluxe (15 мест), GL Grandia Monotone (12 мест), GL Grandia Tourer (14 мест), Super Grandia (10 мест) и Super Grandia Elite. На других рынках автомобили называются Granvia/Majesty. Во всех комплектациях применяется 2,8-литровый турбодизельный двигатель. Коробка передач — шестиступенчатая механическая или автоматическая. В марте 2021 года подразделение Toyota Motor Philippines представило модель HiAce H300 в качестве службы такси премиум-класса в Себу.

### Мексика
На мексиканском рынке HiAce продаётся с конца августа 2019 года.

### Таиланд
В Таиланде Toyota HiAce H300 продаётся с 10 июня 2019 года. Модификации: HiAce (с обычной крышей), Commuter (с высокой крышей) и Majesty. Для тайского рынка стандартная крыша входит в комплектации Eco (Panel Van) и GL, в каждой из которых имеется шестиступенчатая механическая трансмиссия. Пригородные автобусы поставляются как с механической, так и с автоматической трансмиссией. Majesty был запущен в производство 16 августа 2019 года вместо Ventury. Комплектации: Standard, Premium и Grande. В комплектацию Grande входит система безопасности Toyota Safety Sense.
С января 2023 года модификация HiAce GL опционально оснащается автоматической трансмиссией.

### Галерея

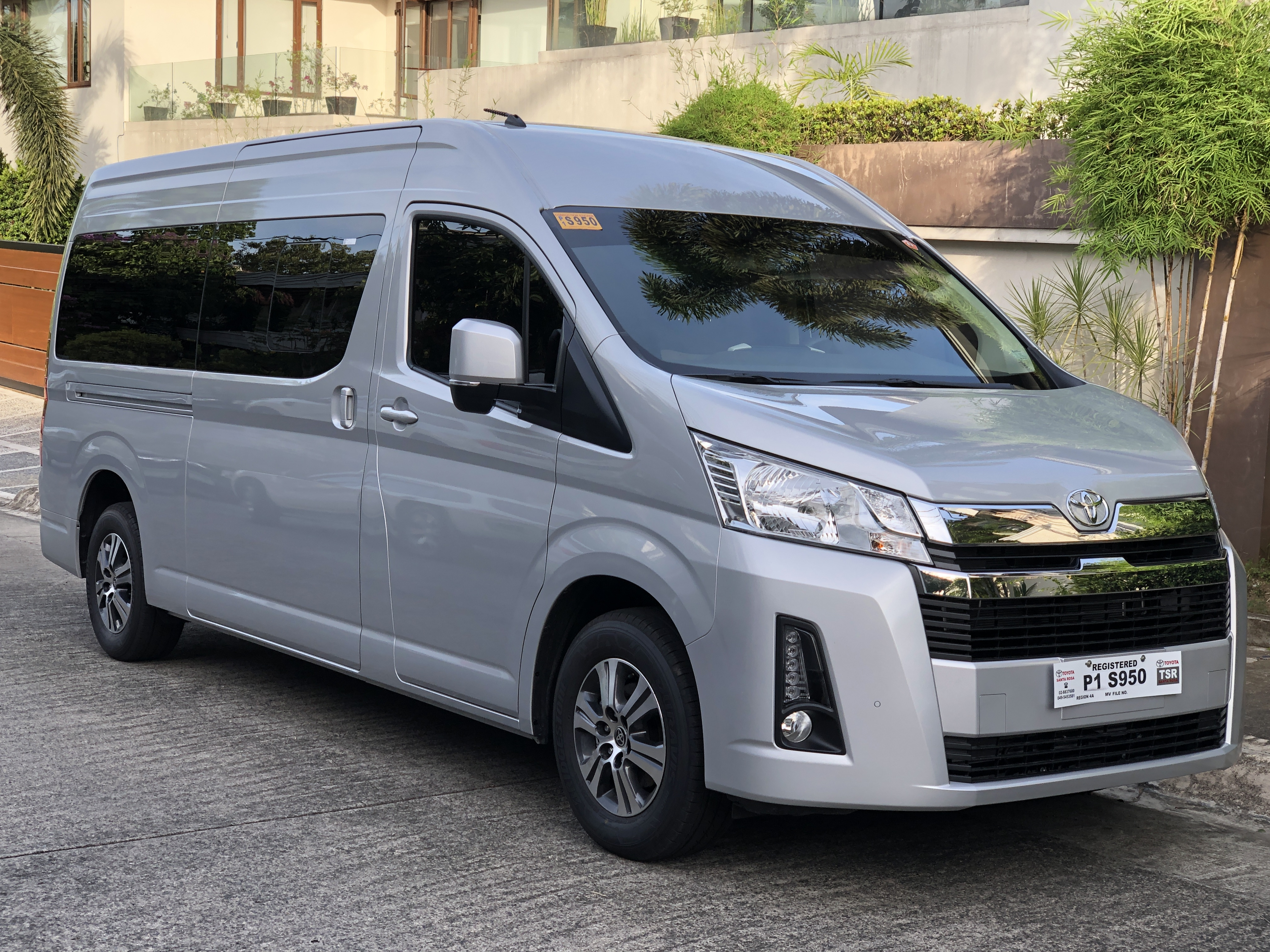
2019 Toyota HiAce GL Grandia Tourer (GDH322) (Филиппины)
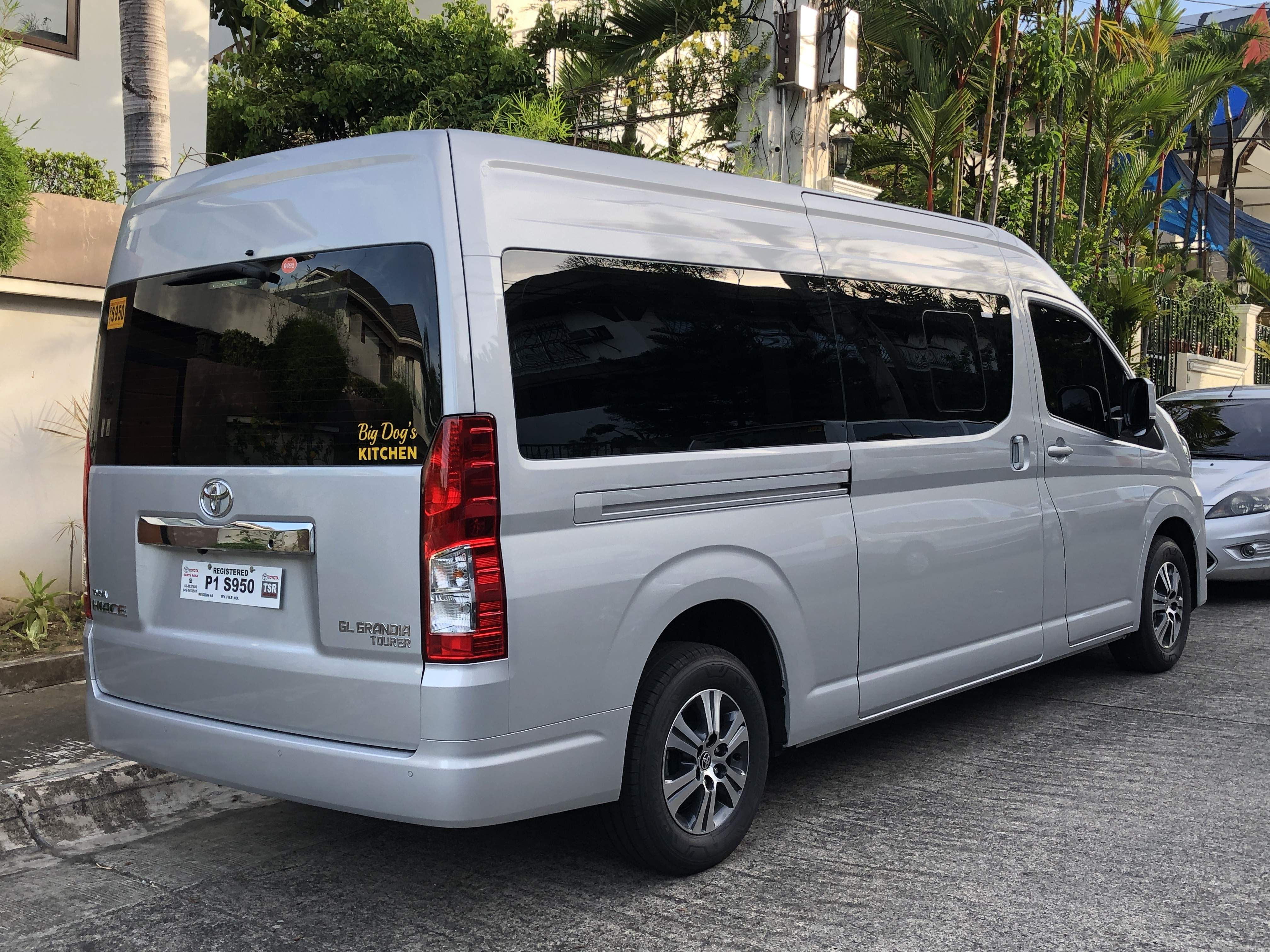
2019 Toyota HiAce GL Grandia Tourer (GDH322) (Филиппины)
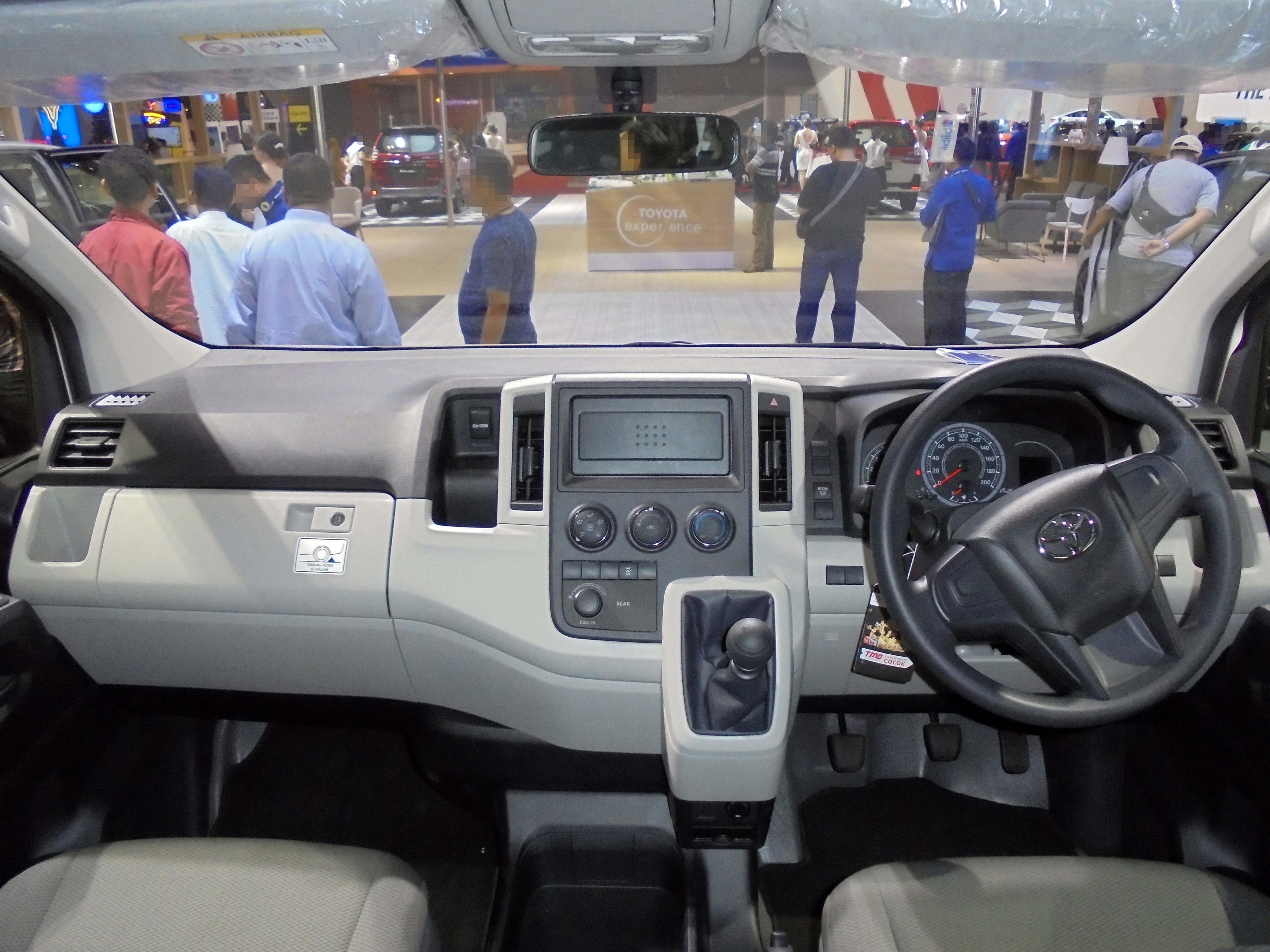
Интерьер

### GranAce/Granvia/Majesty/HiAce Super Grandia/HiAce VIP/Quantum VX
Люксовая пассажирская версия HiAce, получившая название Granvia, была запущена в производство 21 мая 2019 года. Продажи начались на Тайване и в Австралии (вместо Tarago). 16 августа 2019 года продажи Granvia начались в Таиланде под индексом Majesty (вместо Ventury), а 19 августа того же года автомобиль поступил в продажу на Филиппинах под индексом HiAce Super Grandia. 8 октября 2019 года автомобиль был анонсирован в Японии под названием GranAce (яп. トヨタ・グランエース, хепбёрн Toyota Guran'ēsu), а до ноября того же года выставка проходила на 46-м Токийском автосалоне. Он поступил в продажу 16 декабря 2019 года и был снят с производства в октябре 2024 года из-за проблем с продажами. В ОАЭ автомобиль Toyota Granvia поступил в продажу 10 октября 2019 года с 3,5-литровым двигателем V6. 25 октября 2019 года автомобиль был представлен в России под названием HiAce VIP.

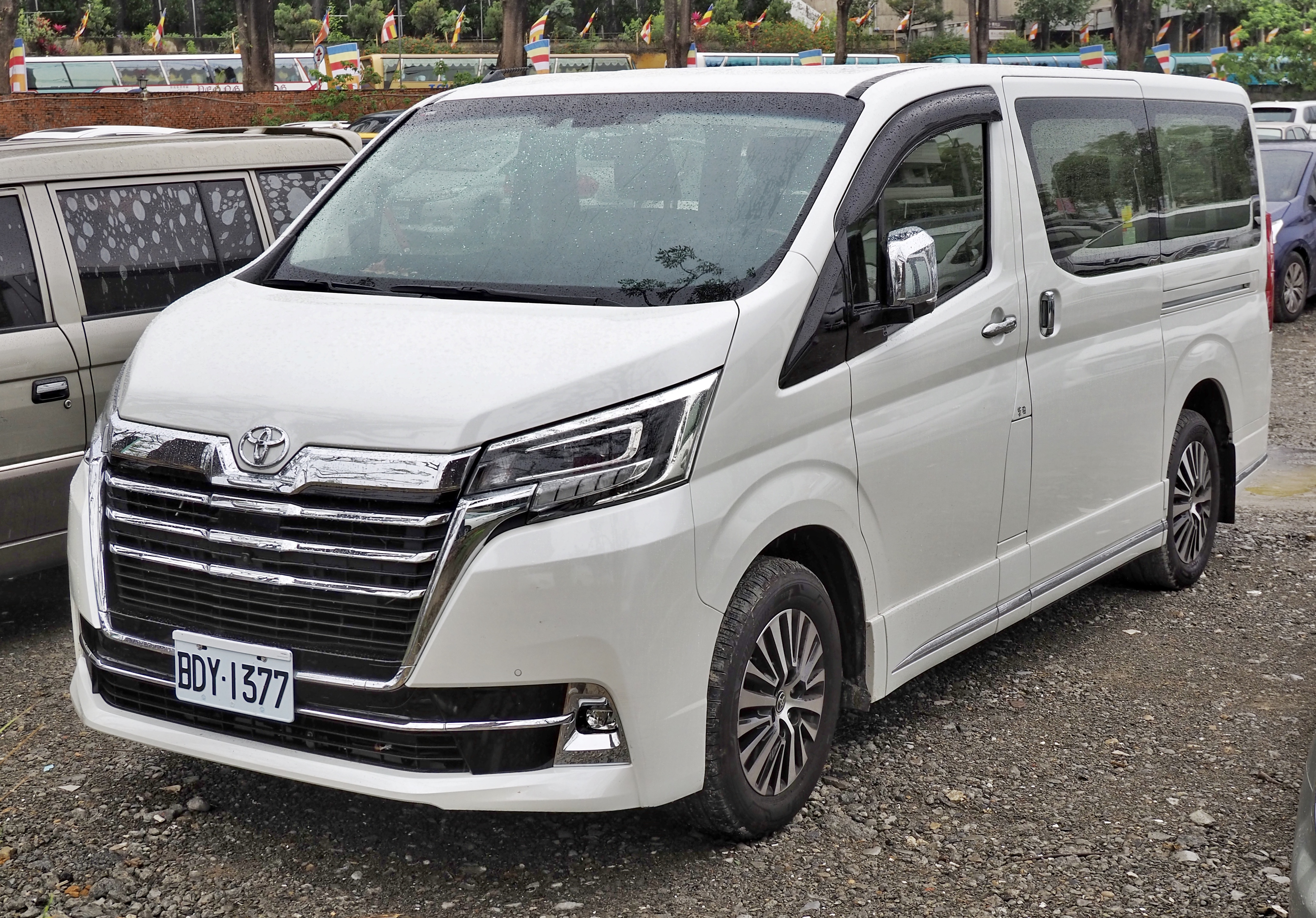
2019 Toyota Granvia Premium
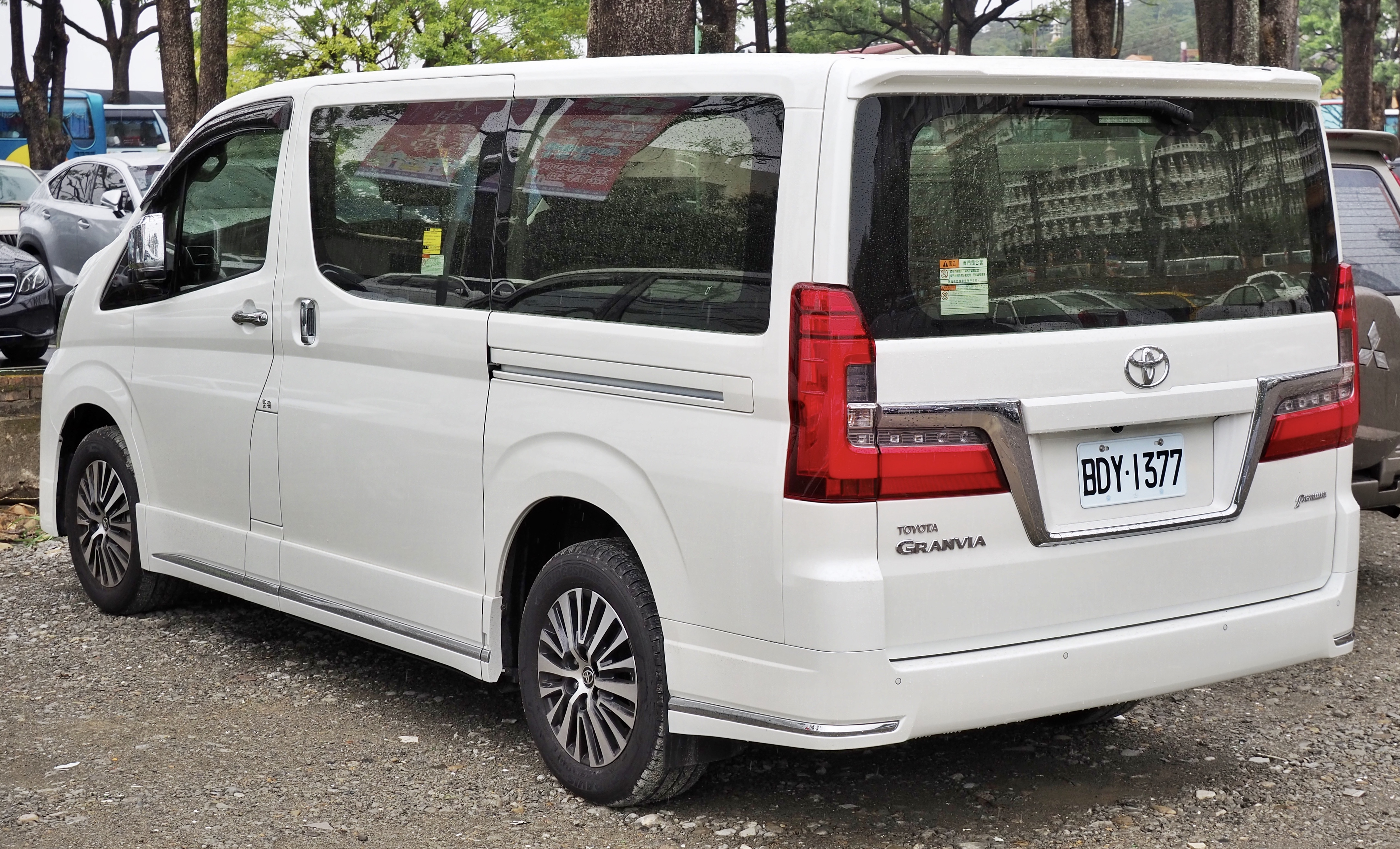
2019 Toyota Granvia Premium
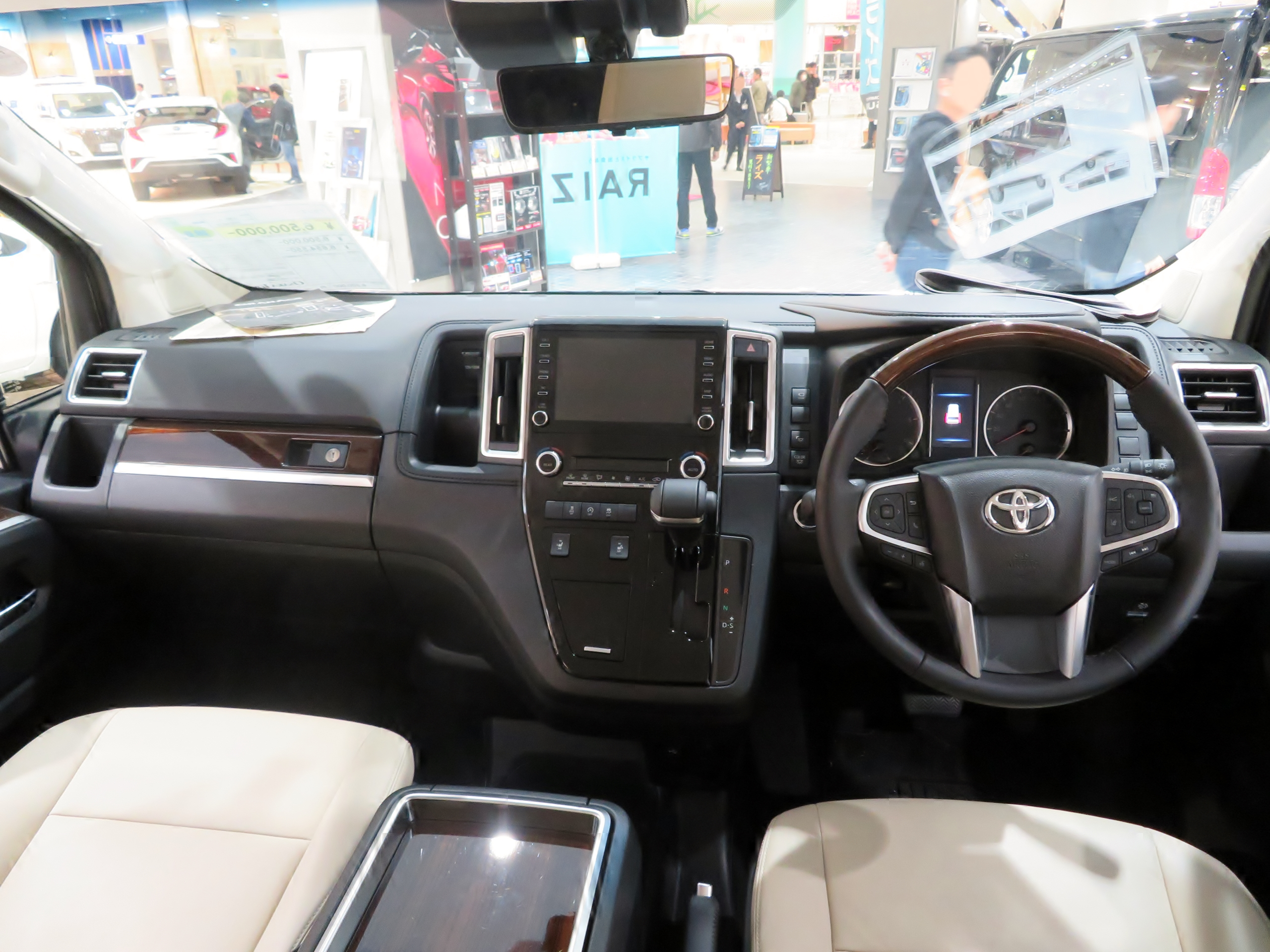
Интерьер

### Двигатели
| 2TR-FE: 2,7 л, DOHC 16 клапанов, I4, с двойным VVT-i        | 120 кВт (161 л. с.) при 5,200 об/мин                                                                           | 244 Н⋅м при 4,000 об/мин                                                                     |
| 7GR-FKS: 3,5 л, DOHC, 24 клапана, D-4S, V6, с двойным VVT-i | 207 кВт (278 л. с.) при 6,000 об/мин                                                                           | 351 Н⋅м при 4,600 об/мин                                                                     |
| Дизельные двигатели                                         | |                                                                                              |
| Двигатель                                                   | Мощность | Крутящий момент                                                                              |
| 1GD-FTV: 2,8 л, DOHC, 16 клапанов, common rail, I4, с VGT   | 115 кВт (154 л. с.) при 3,600 об/мин 120 кВт (161 л. с.) при 3,600 об/мин 130 кВт (174 л. с.) при 3,400 об/мин | 420 Н⋅м при 1,600—2,200 об/мин 420 Н⋅м при 1,600—2,200 об/мин 450 Н⋅м при 1,600—2,400 об/мин |